# جمعية الاتحاد والترقي
جمعية الاتحاد والترقي (بالتركية العثمانية: إتحاد و ترقى جمعيتی)، التي أصبحت بعدها حزب الاتحاد والترقي (بالتركية العثمانية: إتحاد و ترقى فرقه‌ سی) هي منظمة ثورية سرية تأسست باسم جمعية الاتحاد العثماني (بالتركية العثمانية: اتحاد عثماني جمعيتی) في إسطنبول يوم 6 فبراير 1889، وأنشأها مجموعة من طلبة الطب في مدرسة الطب العسكرية الكبرى. وتحولت فيما بعد إلى منظمة سياسية وأصبحت الفصيل الأول في حركة تركيا الفتاة. وفي الغرب اندمجت الجمعية مع حركة تركيا الفتاة الأوسع وأطلق على أعضائها اسم أعضاء تركيا الفتاة، بينما عُرف أعضاؤها داخل الدولة العثمانية باسم إتحادجي أو كوميتجي، وتعني الوحدويين والمنتمين إلى الجمعية على التوالي.
بدأت الجمعية لتكون حركة ليبرالية داخل السلطنة، ولكنها تعرضت للاضطهاد ونفتها حكومة عبد الحميد الثاني الأوتوقراطية بسبب دعواتها لإرساء الديمقراطية والعلمانية في الدولة. وبحلول سنة 1906 كانت الجمعية استلهمت أفكارا ثورية من الطاشناق وIMRO، فتحولت الجمعية إلى تنظيم شبه عسكري سري، وتسللت إلى وحدات الجيش العثماني المتمركزة في روملي. وفي 1908 أجبرت جمعية الاتحاد والترقي عبد الحميد على إعادة دستور 1876 في ثورة تركيا الفتاة، وبالتالي تأسيس حقبة المشروطية الثانية للدولة. وبعد الثورة تحولت الجمعية لتكون حزب سياسي. وكان منافسها هو الاتحاد الليبرالي أحد فصائل حركة تركيا الفتاة، ويدعو إلى ليبرالية أكثر ومؤيد لللامركزية الدولة، في معارضة لرغبة الجمعية في إقامة دولة عثمانية مركزية ووحدوية تسيطر عليها تركيا.
عززت الجمعية قوتها على حساب الاتحاد الليبرالي سنة 1912 في انتخاب الهراوات وغارته 1913 على الباب العالي، ولكنه أصبح أكثر انقسامًا وتطرفًا وقومية بعد الهجمات على مواطني الدولة الأتراك في حروب البلقان في الفترة من 1912 إلى 1913. وبعد قتل محمود شوكت باشا أنشأ الاتحاد والترقي دولة الحزب الواحد التي فرضت القومية التركية، مع اتخاذ قراراتها الرئيسية في اللجنة المركزية للحزب. هذه الدولة ذات الحزب الواحد هي السابقة الأولى في العالم، وضربت مثالاً لأنظمة الحزب الواحد المستقبلية، خاصة في أوروبا مابين الحربين العالميتين. وتمكن زعيمها طلعت باشا بالإضافة إلى أنور باشا وجمال باشا (المعروفين باسم الباشوات الثلاثة) من حكم الدولة العثمانية ووقفوا إلى جانب ألمانيا في الحرب العالمية الأولى. قام نظام اللجنة (بالتركية العثمانية: تشکیلات مخصوصه) بسن سياسات أدت إلى تدمير وطرد مواطني الإمبراطورية من الأرمن واليونانيين والآشوريين والسريان المسيحيين لتحقيق Türk Yurdu: تتريك الأناضول.
بعد هزيمة العثمانيين في الحرب العالمية الأولى هرب قادتها إلى المنفى في أوروبا، واغتيل هناك كلا من طلعت وجمال باشا في عملية نمسيس انتقاما لسياسات الإبادة الجماعية. تمت محاكمة العديد من أعضاء جمعية الاتحاد والترقي في محاكم عسكرية وسجنوا في بسبب جرائم الحرب من قبل اتحاد ليبرالي أعيد تأهيله بدعم من السلطان محمد السادس وقوى الحلفاء. ومع ذلك تمكن معظم الاتحاديين السابقين من الانضمام إلى الحركة التركية الوطنية بقيادة مصطفى كمال أتاتورك ، واستمروا في نهاية المطاف في حياتهم السياسية في تركيا كأعضاء في حزب الشعب الجمهوري بزعامة أتاتورك.

## التاريخ

### النشأة (1889 - 1905)

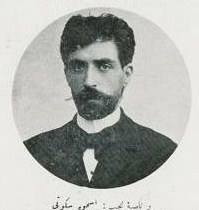
إسحاق سوكوتي سياسي عثماني من أصل كردي كان من رواد تأسيس لجنة الاتحاد العثماني

تأسست جمعية الاتحاد العثماني، التي سرعان ما أعيد تسميتها بجمعية الاتحاد والترقي سنة 1889 من قبل إبراهيم تيمو ود. شرف الدين ماغمومي ومحمد رشيد وعبد الله جودت وإسحاق سوكوتي وعلي حسين زادة وكريم سباتي ومكلي صبري بك وناظم بك وجودت عثمان وجريتلي شفيق، وجميعهم طلبة في مدرسة الطب العسكرية الكبرى في إسطنبول. انضمت المنظمة إلى حركة تركيا الفتاة التي دعت إلى إعادة الدستور والعثمنة، وهو ما يمكن تحقيقه من خلال الإطاحة بعبد الحميد الثاني عن طريق أحد إخوته: إما السلطان محمد الخامس أو السلطان السابق مراد الخامس. اكتسب التنظيم عضوية بسرعة، ولكن بعد انقلاب فاشل ضد عبد الحميد في 1895 تم قمعه وهرب معظم أعضائه إلى المنفى إلى باريس ولندن وجنيف وبوخارست، وبعد احتلال بريطانيا لمصر وانتصار العثمانيين على اليونان في 1897، حاول عبد الحميد استخدام مكانته الجديدة التي اكتسبها من الانتصار لإجبار شبكة تركيا الفتاة المنفيين على العودة إلى الحظيرة. وافق جودت بك وسوكوتي بك، تاركين أحمد رضا في باريس ليتزعم الشبكة وجمعية الاتحاد والترقي. كان رضا بك أكثر الأعضاء اعتدالًا ومحافظةً في الاتحاد والترقي، فضلاً عن كونه متابعًا متعطشًا للنظرية الوضعية. دعا رضا إلى الإطاحة بعبد الحميد وإعادة الدستور، ولكن أيضًا إلى دولة عثمانية أكثر مركزية وسيادة ويسيطر عليها الأتراك دون نفوذ أوروبي.
وفي سنة 1901 انشق أعضاء من الأسرة العثمانية وهم: داماد محمود باشا وابناه صباح الدين ولطف الله وفروا إلى أوروبا للانضمام إلى تركيا الفتاة. استوحى الأمير صباح الدين من القيم الأنجلوسكسونية أفكار الرأسمالية والليبرالية، فأسس حزب رابطة المشاريع الخاصة واللامركزية التي دعت إلى مزيد من اللامركزية ودولة فيدرالية في معارضة لتوجه رضا بك في الجمعية. واعتقد الأمير صباح الدين أن السبب الوحيد لوجود الحركات الانفصالية بين الأرمن العثمانيين هي سياسات عبد الحميد الثاني القمعية، وإذا كانت الإمبراطورية فقط ستعامل الأقلية الأرمنية بشكل أفضل ، فإن الأرمن سيصبحون عثمانيين مخلصين. أنشأت مجموعة صباح الدين الجديدة فرقة داخل تركيا الفتاة المنفية. كانت محاولته لسد الانقسام من خلال تنظيم المؤتمر الأول للمعارضة العثمانية في باريس سنة 1902 فاشلة، مما عمق التنافس بين مجموعته وجمعية الاتحاد والترقي بزعامة أحمد رضا بك.

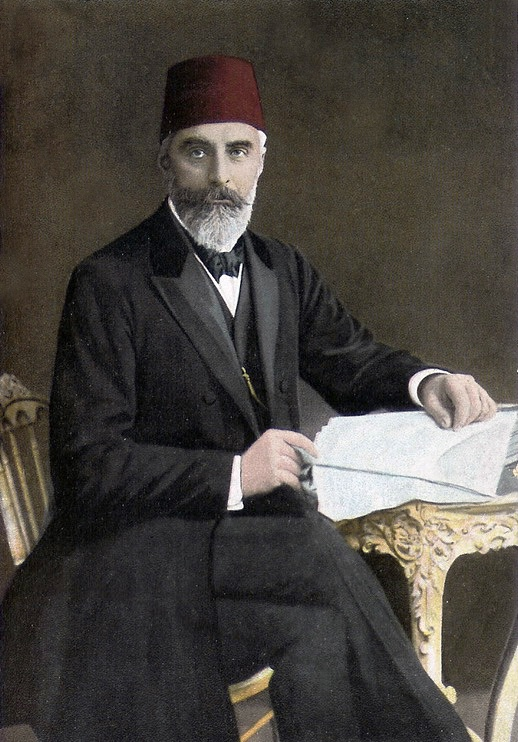
أحمد رضا من أوائل الأعضاء البارزين في جمعية الاتحاد والترقي

### الفترة الثورية: 1905–1908
بدءا من سنة 1905 انتقلت جمعية الاتحاد والترقي من مجموعة من المثقفين المنفيين إلى منظمة نشطة سرية من خلال جهود الدكتور بهاء الدين شاكر. وفي سبتمبر 1906 أسس كلا من محمد طلعت بك وأحمد جمال بك ومصطفى رحمي بك وعمر ناجي وإسماعيل كنبولات بك والدكتور مدحت شكرو جمعية الحرية العثمانية وهي منظمة أخرى تركية وسرية مقرها في سالونيك. وقد حققت تلك الجمعية نجاحًا كبيرًا في تجنيد ضباط الجيش من الجيش العثماني الثالث المتمركز في مقدونيا. حيث يعتقد هؤلاء الضباط أن الدولة بحاجة إلى إصلاحات جذرية من أجل البقاء وإحلال السلام في منطقة كانت في صراع دائم منخفض الحدة على ما يبدو. وكان الانضمام إلى الجمعيات السرية الثورية المتحيزة للسلطنة أمرًا جذابًا لهم بشكل خاص. هذا الشعور السائد دفع كبار ضباط الجيش الثالث إلى غض الطرف عن حقيقة أن العديد من صغار الضباط قد انضموا إلى جمعية الاتحاد والترقي. وفي إطار مبادرة طلعت بك اندمجت جمعية الحرية العثمانية في سالونيك مع مجموعة الاتحاد والترقي التي يديرها رضا بك في باريس في سبتمبر 1907، فأصبحت الجمعية هي مقر الاتحاد والترقي داخل الدولة العثمانية. وبعد ثورة تركيا الفتاة بدأ حزب الاتحاد والترقي الداخلي الأكثر راديكالية وتشددًا يحل نفسه محل قيادة رضا لشبكته المنفيين. وفي تلك اللحظة حول هذا الاندماج حزب الاتحاد والترقي من مجموعة معارضة فكرية إلى نوع من مجموعات سرية شبه عسكرية، مستلهمة أفكارا ثورية من الطاشناق الأرمينية وIMRO البلغارية، وكان أسلوب عمل الاتحاد والترقي عن طريق المؤامرة الثورية. أشارت اللجنة المركزية إلى نفسها باسم «اللجنة المقدسة» (Cemiyet-i mukaddese) أو «كعبة الحرية» (Kâbe-i hürriyet). وصرحت الاتحاد والترقي بأنها تناضل من أجل استعادة دستور 1876، لكن تنظيمها الداخلي وأساليبه كانت سلطوية بشكل مكثف، وكان على كوادرها أن ينفذوا أوامر «اللجنة المقدسة» بدقة.
بنت جمعية الاتحاد والترقي منظمة واسعة تعتمد على خلايا منتشرة في جميع أنحاء مدن تركيا الأوروبية، إلا أنها غائبة بقوة عن الأوساط الفكرية ووحدات الجيش المتمركزة في الأناضول والشام. وتحت مظلة هذا الاسم يمكن للمرء أن يجد الألبان والبلغار والعرب والصرب واليهود واليونانيين والأتراك والأكراد والأرمن يجمعهم هدف مشترك متمثل بالإطاحة بنظام عبد الحميد الثاني الاستبدادي.

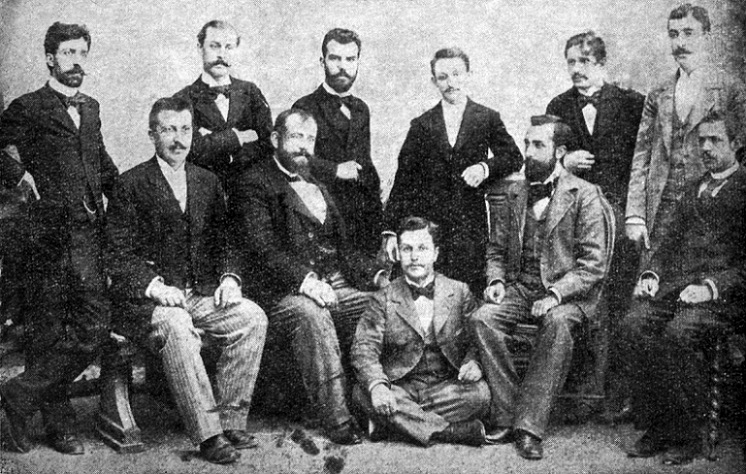
أعضاء تركيا الفتاة: إسحق سكوتي وسراج الدين باي وتونالي حلمي وعقيل مختار ومدحت شكرو بليدة وأمين بك ولطفي بك والدكتور شفيق باي ونوري أحمد والدكتور محمد رشيد ومنيف بك

في البداية كان الانضمام إلى جمعية الاتحاد والترقي عن طريق الدعوة فقط، وكان على أولئك الذين انضموا الحفاظ على سرية عضويتهم. وأولئك الذين انضموا إلى الاتحاد والترقي فقد خضعوا لحفل التلقين، حيث يقسموا يمين مقدسة بالقرآن (أو الكتاب المقدس أو التوراة إذا كانوا مسيحيين أو يهود) في اليد اليمنى وسيف أو خنجر في اليد اليسرى. ويقسموا على الانصياع غير المشروط لجميع أوامر اللجنة المركزية للاتحاد والترقي؛ وعدم الكشف عن أسرارها، والحفاظ على سرية عضويتهم؛ أن تكون على استعداد للموت من أجل الوطن والإسلام في جميع الأوقات؛ واتباع أوامر بقتل أي شخص تريد اللجنة المركزية قتله، بما في ذلك الأصدقاء والعائلة. عقوبة عصيان أوامر اللجنة المركزية أو محاولة الخروج من الاتحاد والترقي هي الإعدام. ولفرض سياستها كان لدى الاتحاديين مجموعة مختارة من أعضاء الحزب المخلصين بشكل خاص المعروفين بالفدائيين، وكانت مهمتهم اغتيال الأعضاء الذين عصوا الأوامر أو كشفوا أسرارها أو المشتبه في كونهم مخبرين للشرطة.
في المؤتمر الثاني للمعارضة العثمانية في 1907 ، تمكن أحمد رضا والأمير صباح الدين من تنحية خلافاتهما جانبًا ووقعا تحالفًا، معلنين أنه يجب خلع عبد الحميد واستبدال النظام بحكومة تمثيلية ودستورية بكل الوسائل الضرورية. وضم هذا التحالف فصيل آخر هو الاتحاد الثوري الأرمني القومي، حيث وقع خاجاطور مالوميان رسميًا على التحالف، على أمل أن يتم التنازل عن الإصلاحات اللامركزية للأرمن العثمانيين بمجرد تولي تركيا الفتاة السلطة (على الرغم من أن شعار جمعية الاتحاد والترقي الأساسي هو مركزية الحكم). لكن أحمد رضا انسحب في النهاية من الاتفاقية الثلاثية، ولم يلعب هذا التحالف أي دور حاسم في ثورة تركيا الفتاة.

### ثورة تركيا الفتاة

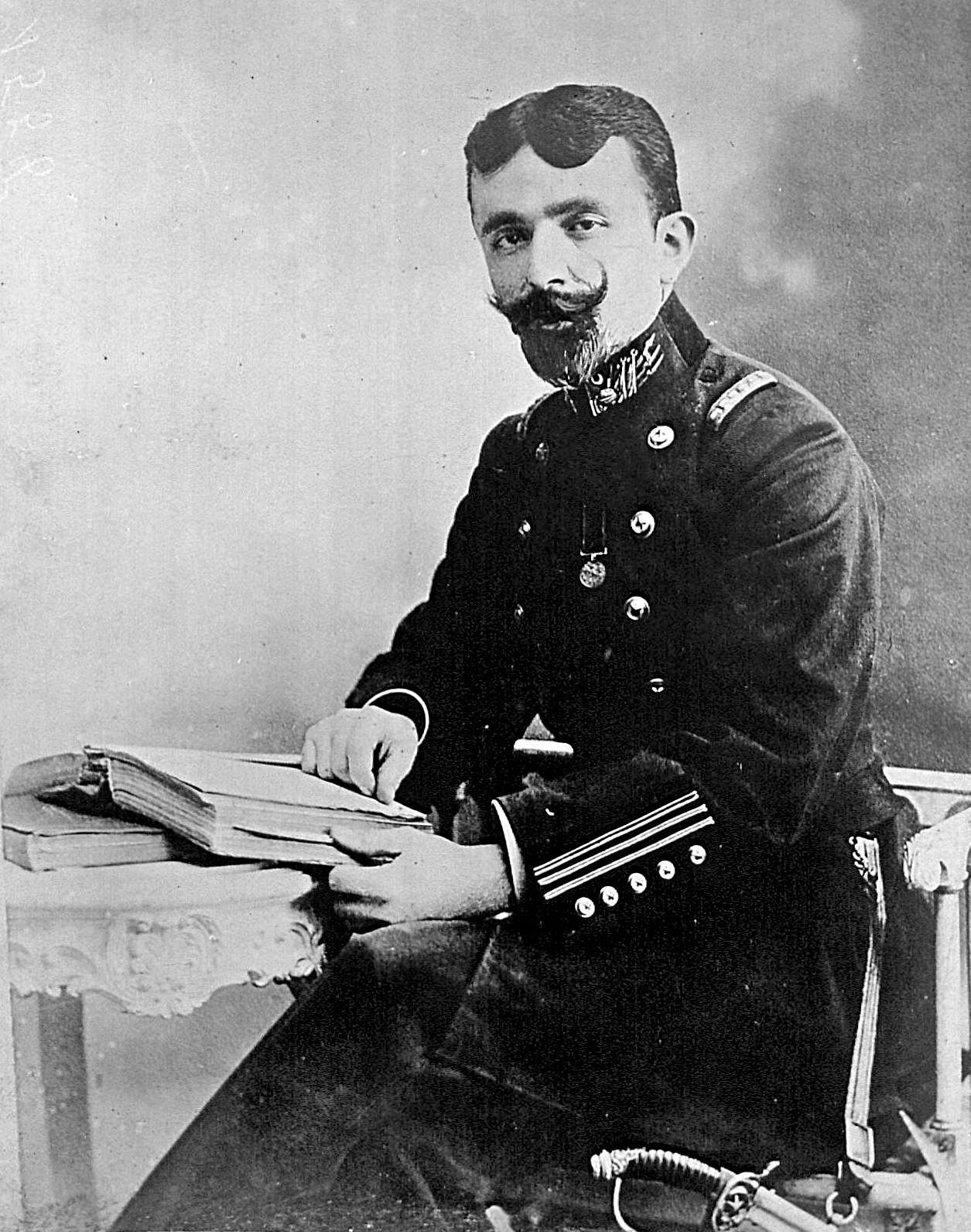
قبل الحرب العالمية الأولى، تم الترحيب بأنور باشا في الداخل باعتباره بطل الثورة

قام السلطان عبد الحميد الثاني باضطهاد أعضاء جمعية الاتحاد والترقي في محاولة للاحتفاظ بسلطته المطلقة، لكنه اضطر في سنة 1908 إلى إعادة دستور 1876 العثماني الذي علقه بعد اندلاع ثورة تركيا الفتاة وتهديدات الاتحاديين بالإطاحة به. الحدث الذي أشعل فتيل الثورة هو الاجتماع الذي دار بين إدوارد السابع ملك المملكة المتحدة ونيكولاس الثاني ملك روسيا في يونيو 1908 في ميناء ريفال (تالين في إستونيا حاليا). فجرت شائعات داخل السلطنة بأن هناك صفقة أنجلو روسية سرية لتقسيم الدولة العثمانية. على الرغم من أن هذه القصة لم تكن صحيحة، إلا أن الشائعات دفعت الاتحاد والترقي (التي جندت العديد من ضباط الجيش) للبدء بالعمل. فبدأت الثورة في يوليو 1908 عندما فر الرائد أحمد نيازي وإسماعيل أنور وأيوب صبري وغيرهم من الاتحاديين في الجيش الثالث إلى الجبال لتنظيم عصابات من المتطوعين والفارين من الجيش للضغط على عبد الحميد لإعادة الدستور. وهددت جمعية الاتحاد والترقي المشير خيري باشا القائد الميداني للجيش الثالث بالتعاون السلبي، في حين اغتيل شمسي باشا الذي أرسله عبد الحميد لقمع الثورة في مقدونيا. في تلك المرحلة استولى متمردو الجيش الثالث في سالونيكا على الجيش الثاني المتمركز في أدريانوبل (أدرنة الحديثة) بالإضافة إلى قوات الأناضول المرسلة من إزمير. وتحت ضغط الإطاحة به، استسلم عبد الحميد الثاني في يوم 24 يوليو 1908 وأعاد العمل بدستور 1876. وبعد الثورة تم الترحيب بأنور ونيازي وصبري في جميع أنحاء السلطنة وشعبها باعتبارهم «أبطال الثورة».
نجح الاتحاد والترقي في إعادة إرساء الديمقراطية والدستورية في الدولة العثمانية لكنه رفض الاستيلاء على السلطة مباشرة بعد الثورة، واختار بدلاً من ذلك مراقبة السياسيين من الخطوط الجانبية. والسبب هو أن معظم أعضائه كانوا شبابًا ولم تكن لديهم المهارة في فن الحكم، بالإضافة إلى أن التنظيم نفسه لم يكن يمتلك الكثير من القوة خارج روملي. وكذلك فإن الموالين للتنظيم من ضباط الجيش هم قلة ومن ذوي الرتب الدنيا، وعددهم الإجمالي حوالي 2250. لذلك قررت الجمعية مواصلة طبيعتها السرية من خلال الحفاظ على سرية أعضائها ولكنها أرسلت إلى القسطنطينية وفدًا من سبعة اتحاديين رفيعي المستوى يُعرفون باسم لجنة السبعة، ومنهم جمال بك وطلعت بك ومحمد جاويد بك. بعد الثورة  تم تقاسم السلطة بين القصر الحاكم الباب العالي واللجنة المركزية لجمعية الاتحاد والترقي ومقرها في سالونيك، مما مكنه ليصبح فصيلًا قويًا في الدولة العميقة.
مع إعادة تأسيس الدستور والبرلمان تحولت معظم منظمات تركيا الفتاة إلى أحزاب سياسية، كما هو الحال مع الاتحاد والترقي. إلا أن بعد تحقيق هدف إعادة الدستور وهو العامل الموحِّد لتشكيلات تركيا الفتاة، بدأ الانقسام يدب بين الاتحاد والترقي والثوار، وبدأ ظهور فصائل مختلفة. فقد أسس الأمير صباح الدين حزب الحرية العثماني ولاحقًا في 1911 حزب الحرية والائتلاف، وأشار المؤرخين العثمانيين إلى كليهما باسم الاتحاد الليبرالي وأسموا أعضائه بالليبراليين. أسس إبراهيم تيمو وعبد الله جودت -وهما مؤسسان الاتحاد والترقي- الحزب الديمقراطي العثماني في فبراير 1909. أصبح أحمد رضا الذي عاد إلى العاصمة من منفاه في باريس رئيسًا لمجلس النواب (بالتركية العثمانية: مجلس المبعوثان) ونأى بنفسه تدريجياً عن حزب الاتحاد والترقي لأنه أصبح أكثر تشددًا.
أدى عدم الاستقرار أثناء الثورة ومابعدها إلى ارتباك شديد أصاب الاتحاد والترقي، مما أدى إلى خسائر إقليمية فادحة للسلطنة، ولم يتمكن من استرجاعها بسبب رفض القوى الأوروبية التمسك بالوضع الراهن الذي حددته معاهدة برلين. فضمت النمسا-المجر البوسنة، وأعلنت جزيرة كريت الاتحاد مع اليونان، وأعلنت بلغاريا استقلالها. وكان رد فعل الاتحاد والترقي هو مقاطعة السلع النمساوية المجرية.

### فترة المشروطية الثانية: 1908–1913

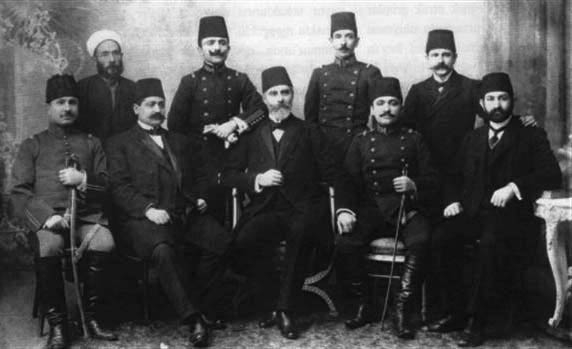
أعضاء جمعية الاتحاد والترقي يعلنون العهد الدستوري الثاني

أول انتصار مبكر للاتحاد والترقي جرى في 1 أغسطس، عندما أجبروا السلطان عبد الحميد على تعيين الوزراء وفقًا لإرادة اللجنة المركزية للجمعية. وبعد أربعة أيام أبلغوا الحكومة أن الصدر الأعظم الحالي محمد سعيد باشا غير مقبول وعينوا كامل باشا صدرًا أعظم. ولكن كامل باشا أثبت أنه مستقل عن الاتحاد والترقي، فأجبر على الاستقالة. وحل محله حسين حلمي باشا الذي كان أكثر تحيزًا للجنة.
شكلت الانتخابات العثمانية العامة 1908 أعضاء مجلس المبعوثان الجديد المكون من 142 تركيًا و60 عربيًا و25 ألبانيًا و23 يونانيًا و12 أرمنيًا (منهم 4 من الطاشناق و2 من الهنشاق) و5 يهود و4 بلغاريين و3 صرب و2 بلاخ وأشوري واحد (من محافظة الموصل). فلم ينل حزب الاتحاد والترقي في سوى 60 مقعدًا فقط من 288 مقعدًا في مجلس النواب، على الرغم من دوره القيادي في الثورة.
ظهرت علامة على مدى سلطة الاتحاد والترقي في فبراير، عندما ذهب علي حيدر الذي عُيِن سفيراً إلى إسبانيا إلى الباب العالي لمناقشة تعيينه الجديد مع الصدر الأعظم حسين حلمي باشا، فأبلغه حلمي باشا أنه كان بحاجة إلى التشاور مع رجل من اللجنة المركزية كان من المقرر أن يصل قريبًا.

#### انقلاب 1909 المضاد وتبعاته

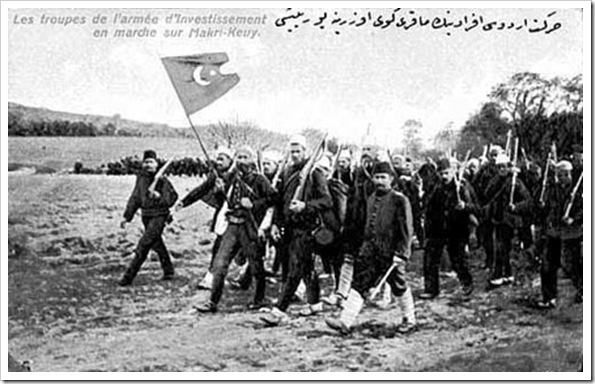
مسير جيش الحركة في باقر كوي

في 12 أبريل 1909 ثارت بعض القوات المسلحة ومعها من الأهالي في إسطنبول ضد النظام الدستوري الحالي مطالبين بعودة الحكم المطلق لعبد الحميد الثاني وتأمين القسطنطينية. قبل عبد الحميد مطالب المتظاهرين، وأوقف العمل بالدستور مرة أخرى لصالح الشريعة. ففقدت جمعية الاتحاد والترقي السيطرة على الوضع وأجبرت على مغادرة العاصمة. فقام القائد محمود شوكت باشا وشكل «جيش الحركة» من الفصائل الاتحادية داخل الجيش، فانضم إليه بعض الضباط الاتحاديين الأدنى رتبة مثل أنور بك ونيازي بك وجمال بك بالإضافة إلى رؤساء جمهورية تركيا المستقبليين مصطفى كمال بك وعصمت باي. وبلغ ذروة قوته في واقعة 31 مارس، حيث تمكنوا من استعادة النظام بعد عدة محاكمات عسكرية وإعدامات، فعاد الهدوء إلى إسطنبول خلال أيام قليلة، وأعيد الدستور للمرة الثالثة والأخيرة.
أدت عواقب الانقلاب المضاد الفاشل إلى تحول الثورة لصالح جمعية الاتحاد والترقي. فأطيح بعبد الحميد الثاني بعد فتوى أصدرها شيخ الإسلام وتصويت بالإجماع في البرلمان العثماني. فاستلم السلطنة رشاد شقيق عبد الحميد الأصغر، الذي اتخذ لقب محمد الخامس، ملتزمًا بالملكية الدستورية والسلطان الصوري لدولة حزب الاتحاد والترقي المستقبلية. كان الدور الذي قام به محمود شوكت باشا في عزل السلطان عبد الحميد قد منحه قوة كبيرة داخل الجيش، فبدأ بمناطحة الرؤوس مع الاتحاد والترقي. لأنه بعد واقعة 31 مارس مثّل المعارضة الوحيدة لهم بخلاف الحزب الديمقراطي العثماني الصغير. وبسبب دعم حزب الحرية العثماني المتردد للثورة المضادة فقد حظر الحزب. فازداد نفوذ اللجنة المركزية لجمعية الاتحاد والترقي في الحكومة لدورها في إحباط الانقلاب المضاد، واستلم محمد جاويد بك وزارة المالية في يونيو، ليصبح أول وزير منتسب للاتحاديين في الحكومة. وبعد شهرين تولى طلعت بك وزارة الداخلية بدلا من فريد باشا. وقد مررت العديد من التعديلات على الدستور في 1909 لسحب سلطات السلطان الواسعة وإعطائها للبرلمان.
عقد حزبي الاتحاد والترقي والطاشناق تحالفًا قويًا طوال الفترة المشروطية الثانية، حيث يرجع تعاونهما إلى المؤتمر الثاني للمعارضة العثمانية في 1907؛ حيث اتحد كلاهما في إسقاط النظام الحميدى من أجل نظام دستوري. وخلال الانقلاب المضاد، وقعت مذابح ضد الأرمن العثمانيين في أضنة والتي سهلها أعضاء في الفرع المحلي للاتحاد والترقي، مما أدى إلى توتر التحالف بين الحزبين. وقد عوضت اللجنة عن ذلك بترشيح أحمد جمال حاكمًا لأضنة، وهو من الاتحاديين المؤثرين من جمعية الحرية العثمانية القديمة ولجنة السبعة. أعاد جمال بك النظام ودفع تعويضات للضحايا ومعاقبة الجناة، وبالتالي أصلح العلاقات بين الطرفين.

#### قرب السقوط عن الحكم

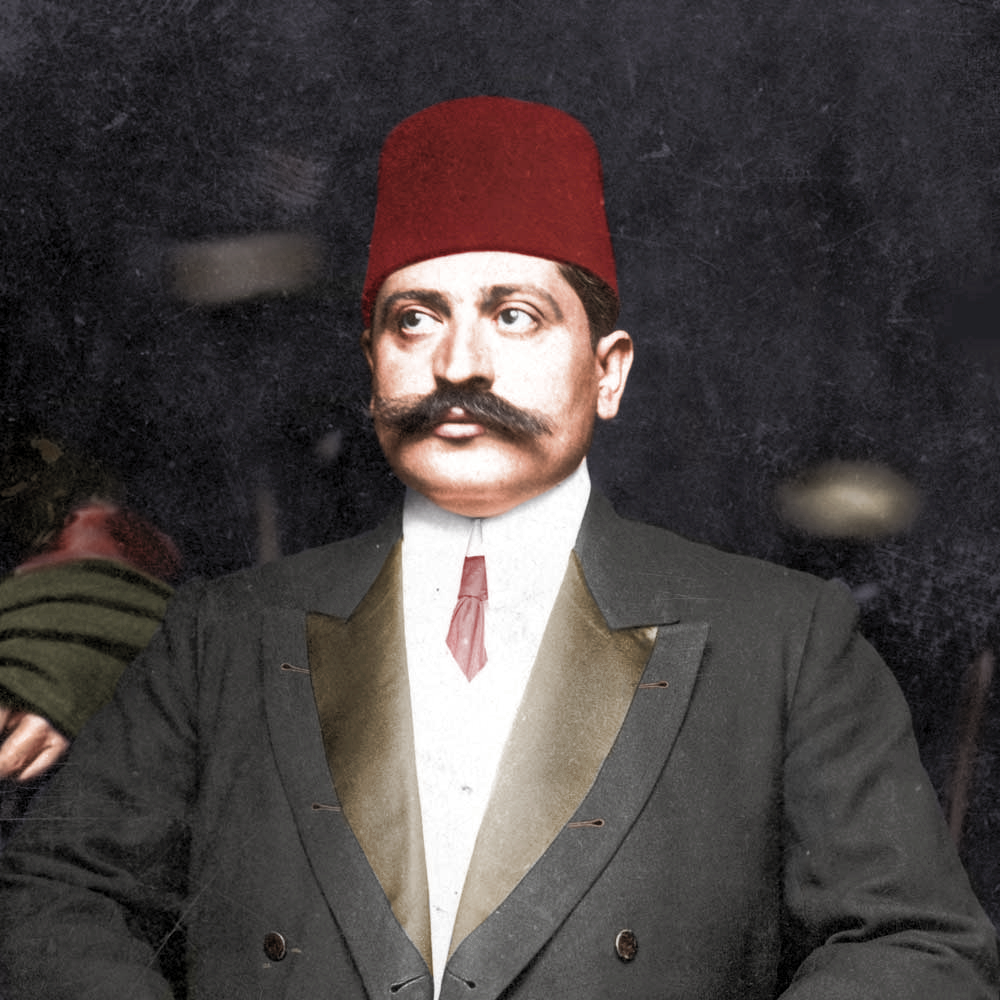
طلعت باشا زعيم حزب الاتحاد والترقي بلا منازع، وأحد الباشوات الثلاثة الأقوياء. أصبح في سنة 1917 الصدر الأعظم للسلطنة ووزيرًا للداخلية

عندما قررت الجمعية في مؤتمر 1909 بسالونيكا تحويل نفسها من مجموعة مؤامرة إلى منظمة سياسية جماهيرية، أنشئت مجموعة برلمانية منفصلة عن اللجنة، وتعرف باسم حزب الاتحاد والترقي، وعضويتها مفتوحة للجميع. ومع أنه لا علاقة رسمية بين الحزب والجمعية، ولكن كان أداة من أدوات اللجنة المركزية. فألغيت داخل اللجنة مراسم البدء والسمات التآمرية الأخرى، وتعهدت بأن تكون أكثر شفافية مع الجمهور. ولكن لم يتم الوفاء بتعهدها بمزيد من الشفافية ولا بوقف مراسم البدء بالكامل. وعمومًا أصبح الاتحاد والترقي بحلول نهاية 1909 منظمة وحزباً يضم 850 ألف عضو و 360 فرعاً منتشرة في جميع أنحاء السلطنة. وقد انشقت عدة أحزاب عنه في فبراير 1910، ومنها حزب الشعب ولجنة التحالف العثمانية وحزب الحرية المعتدل.
في ليلة 26 – 27 سبتمبر 1911 أرادت إيطاليا احتلال ليبيا، فقدمت إنذارًا يتضمن شروطًا من الواضح أنها تهدف إلى إثارة الرفض، ومن خلال الوساطة النمساوية اقترحت حكومة الاتحاد والترقي سيطرة إيطاليا على ليبيا من دون حرب مع الإبقاء على سيادة عثمانية شكلية فقط. في مسعى مشابه للوضع في مصر، التي هي تحت السيادة العثمانية الشكلية، لكن فعلياً كانت تحت سيادة بريطانيا. رفض جيوليتي الاقتراح، وأُعلن الحرب في 29 سبتمبر 1911. كان الضباط الاتحاديون في الجيش مصممين على مقاومة العدوان الإيطالي، ونجح البرلمان في تمرير «قانون منع اللصوصية والتحريض على الفتنة»، وهو إجراء يهدف ظاهريًا إلى منع التمرد ضد الحكومة المركزية، التي أسندت هذا الواجب إلى تشكيلات شبه عسكرية أنشئتها حديثًا. أصبحت هذه لاحقًا تحت سيطرة المنظمة الخاصة في تركيا (بالتركية العثمانية: تشکیلات مخصوصه) والتي استخدمت للقيام بعمليات حرب عصابات ضد الإيطاليين في ليبيا. فاستلم قيادة المنظمة الخاصة أولئك الذين كانوا فدائيين خلال سنوات النضال السري. وردت المنظمة الخاصة على اللجنة المركزية بسرية شديدة، ثم عملت بشكل وثيق مع وزارتي الحرب والداخلية. غادر عدد كبير منهم إلى ليبيا مثل أنور بك وشقيقه الأصغر نوري ومصطفى كمال وسليمان العسكري وعلي فتحي لمحاربة الإيطاليين. ساهم وجود العديد من الضباط الاتحاديين في ليبيا إلى إضعاف قوة الاتحاد والترقي والجيش في الداخل. ونتيجة للغزو الإيطالي انهارت حكومة إبراهيم حقي باشا الاتحادية وانفصل حزبان آخران عن الاتحاد والترقي: الحزب الجديد المحافظ وحزب التقدم. مما أجبر الاتحاد والترقي على تشكيل حكومة ائتلافية مع بعض الأحزاب الصغيرة بقيادة محمد سعيد باشا.
في ربيع 1911 وضعت لجنة مشتركة بين الاتحاد والترقي والطاشناق خططًا لحزمة إصلاح للمقاطعات الشرقية والتي ستدار بالتعاون مع المفتشيات الأوروبية. ولكن اتضح أن حزمة الإصلاح هذه قد ولدت ميتة، حيث تم التخلي عنها بحلول أكتوبر 1914 عندما احتضن النظام الاتحادي الطابع القومي التركي على حساب العثمنة. وعندما تعلق الأمر بالمعارضة التقى العديد من السياسيين الأكثر احترامًا في البرلمان مثل حقي باشا وطلعت باشا وجاويد بك وكريكور زهراب وخليل بك وفارتكس سرنجوليان وأرمين غارو في منتصف أكتوبر، حيث كان النقاش الرئيسي هو الالتزام بالدستور بدلاً من تدخل الاتحاد والترقي غير اللائق في الحكومة وكذلك المزيد من التعاون بين الاتحاديين والليبراليين. وعندما تم رفض هذا الاقتراح اجتمع الليبراليون حول خيمة حزب الحرية والائتلاف الكبيرة، أو  الاتحاد الليبرالي حسب المؤرخين العثمانيين، فاجتذب على الفور 70 نائبًا إلى صفوفه.
عندما حان موعد الانتخابات العامة في 1912 قام حزب الطاشناق والاتحاد والترقي بحملة انتخابية في ظل تحالف بينهما. وبسبب القلق من نجاح الاتحاد الليبرالي وتزايد التطرف، فاز الاتحاد والترقي بـ 269 مقعدًا من أصل 275 مقعدًا في البرلمان بسبب التزوير والعنف الانتخابي، وقد عرفت تلك الانتخابات باسم «انتخاب الهراوات»، ونال الاتحاد الليبرالي ستة مقاعد فقط. على الرغم من أنه كان من المحتمل أن لا يمنع السلطان محمد الخامس مراجعة الدستور بعد تلك النتائج غير المتوازنة، لكن التغيير لم يحدث مباشرة. ونال حزب الطاشناق على عشرة مقاعد من قوائم الاتحاد والترقي، ولكنه أنهى تحالفه معهم حيث كان يتوقع المزيد من الإصلاحات من الاتحاديين وكذلك المزيد من الدعم لانتخاب مرشحيهم.

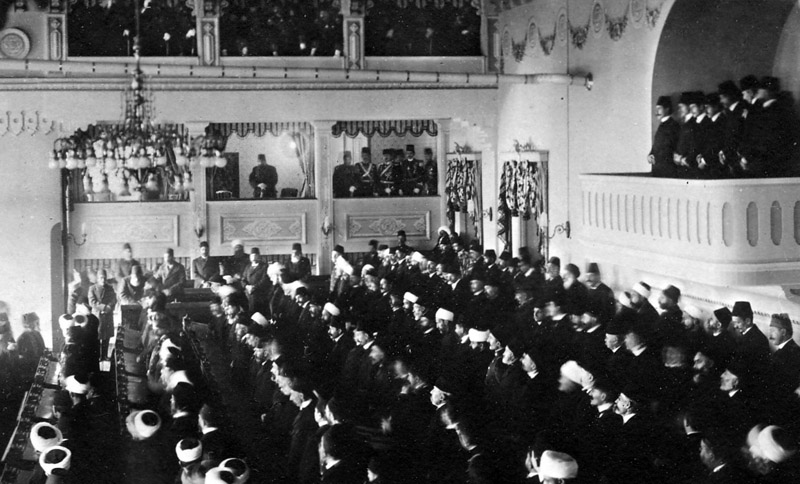
افتتاح المجلس العمومي العثماني سنة 1908

في مايو 1912 انفصل العقيد محمد صادق عن الاتحاد والترقي ونظم في الجيش مجموعة من الضباط المؤيدين للاتحاد الليبرالي، أطلقوا على أنفسهم مجموعة الضباط المنقذين وطالبوا في 11 يوليو بالحل الفوري للبرلمان الذي هيمن عليه الاتحاديون. فقد أضر التزوير في تلك الانتخابات بشرعية الاتحاد والترقي وشعبيته ضررًا كبيرًا. وواجه معارضة واسعة النطاق، فاستقال محمود شوكت باشا من منصب وزير الحرب دعمًا للضباط، واستقالت حكومة سعيد باشا الاتحادية في 9 يوليو 1912. فاستبدلت الحكومة بـ «مجلس الوزراء الكبير» لأحمد مختار باشا الذي تعمد إبعاد جمعية الاتحاد والترقي من خلال تشكيله لوزراء أكبر سناً، والعديد منهم كانوا مرتبطين بالنظام الحميدي القديم. وفي 5 أغسطس 1912 أغلقت حكومة مختار باشا البرلمان الذي يهيمن عليه الاتحاديون ودعت إلى انتخابات جديدة، ولكن ذلك لم يحدث بسبب اندلاع حروب البلقان. وفي ذلك الوقت أصبح الاتحاد والترقي معزولًا ومطرودًا من السلطة، ويواجه خطر الإغلاق من الحكومة.
مع خروج الاتحاديون من السلطة، وفي الفترة التي سبقت الانتخابات، تحدى الحزب حكومة مختار باشا في لعبة شعبية مؤيدة للحرب ضد دول البلقان من خلال الاستفادة من شبكة دعايته القوية. ولكن دون علم الاتحاد والترقي والباب العالي ومعظم المراقبين الدوليين، كانت بلغاريا وصربيا والجبل الأسود واليونان في حالة استعداد فعلي للحرب ضد السلطنة في تحالف عُرِف باسم رابطة البلقان. فأجرى الجيش العثماني في يوم 28 سبتمبر 1912 مناورات عسكرية على الحدود البلغارية، فردت بلغاريا بالتعبئة. وفي 4 أكتوبر نظم الاتحاد والترقي مسيرة مؤيدة للحرب في ميدان السلطان أحمد. أخيرًا في 8 أكتوبر أعلن الجبل الأسود الحرب على االدولة العثمانية، وبدأت حرب البلقان الأولى، مع انضمام بقية حلفائها خلال الأسبوع. أجبرت الدولة العثمانية على إنهاء حربها مع إيطاليا حتى تتمكن من التركيز على دول البلقان من خلال معاهدة أوشي، فأخذت إيطاليا إقليم طرابلس واحتلت جزر دوديكانيسيا. ثبت أن الفترة المتبقية من الجلسة البرلمانية قصيرة للغاية بسبب اندلاع حرب البلقان الأولى؛ واستشعارًا بالخطر أقر البرلمان مشروع قانون بتجنيد أهل الذمة في الجيش. ثبت أن هذا قليل جدًا ومتأخر جدًا لإنقاذ روملي؛ ففقدت السلطنة ألبانيا ومقدونيا وتراقيا الغربية، ووضعت أدرنة تحت الحصار، وكانت الأستانة معرضة لخطر جسيم بأن يجتاحها الجيش البلغاري (معركة جاتالكا الأولى). ومدينة أدرنة لها أهمية رمزية في التاريخ العثماني، فهي ثالث عاصمة للدولة لما يقرب من مائة عام، ومثلت مع سالونيكا التراث الإسلامي في أوروبا.
استقالت حكومة مختار باشا في 29 أكتوبر بعد خسارة كاملة في روملي، فعاد كامل باشا المقرب من الاتحاد الليبرالي، الذي حرص على إنهاء جمعية الاتحاد والترقي. وبعد أن قامت الجمعية بنقل لجنتها المركزية إلى إسطنبول مع خسارة سالونيكا لليونان، أغلقت الحكومة المقر الجديد للجمعية في منتصف نوفمبر، فاضطر أعضاؤها إلى الاختباء. ومع توقيع الحكومة هدنة مع رابطة البلقان وحظر حكومة كامل باشا الوشيك لجمعية الاتحاد والترقي، أصبحت الجمعية الآن متطرفة ومستعدة لبذل كل ما في وسعها لحماية المصالح التركية وفي أسرع وقت ممكن.

### تشكيل حكومة الحزب الواحد
رغب كلا من الصدر الأعظم كامل باشا ووزير حربيته ناظم باشا ووزير الداخلية أحمد رشيد بك في إغلاق جمعية الاتحاد والترقي، لذلك شنت الجمعية ضربة استباقية وانقلابًا معروفًا باسم الغارة على الباب العالي في 23 يناير 1913. خلال الانقلاب أُجبر كامل باشا على الاستقالة من منصبه تحت تهديد السلاح وقتل الضابط الاتحادي يعقوب جميل ناظم باشا. تم تبرير الانقلاب بأن كامل باشا كان على وشك «بيع الأمة» من خلال الموافقة على هدنة في حرب البلقان الأولى والتخلي عن أدرنة.  فسيطرت على القيادة الجديدة مجموعة من الاتحاديين رفيعي المستوى مكونة من طلعت بك وأنور بك وجمال بك وخليل منتشي بك برئاسة محمود شوكت باشا (الذي قبل الدور على مضض). فكان توجه تلك القيادة هو كسر الهدنة وتجديد الحرب ضد بلغاريا. ومرة أخرى لم يستولي الاتحاد والترقي على الحكومة، بل اختار بدلاً من ذلك تشكيل حكومة وحدة وطنية؛ تم تعيين أربعة وزراء اتحاديين فقط في الحكومة الجديدة، من ضمنها عودة طلعت بك إلى منصب وزير الداخلية، وهو المنصب الذي احتفظ به حتى 1918.

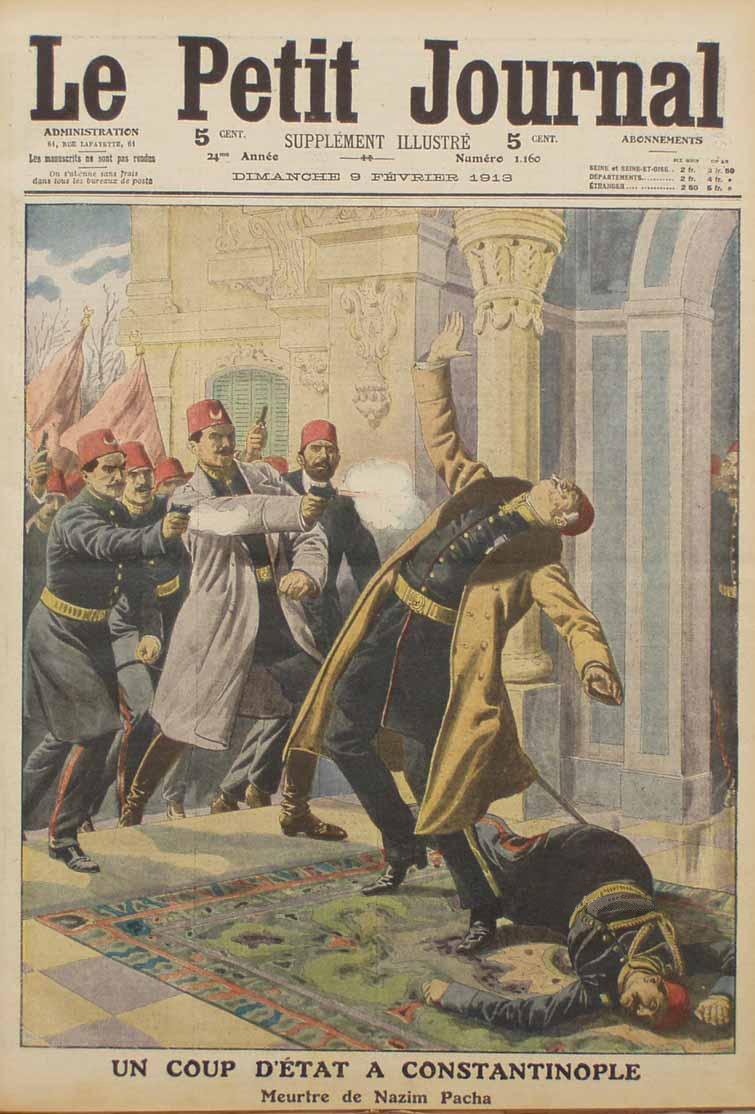
الصفحة الأولى من صحيفة لو بوتي جورنال في فبراير 1913 تصور مقتل وزير الحرب ناظم باشا في انقلاب 1913

نتج عن الانقلاب مباشرة حالة طوارئ أكثر قسوة مما نفذته الحكومات السابقة. وأصبح جمال بك قائدًا عسكريًا جديدًا للأستانة، ومسؤولاً عن اعتقال العديد من المعارضة وخنقها بشدة. في تلك المرحلة لم يعد الاتحاد والترقي مهتمًا بأفعاله التي تعتبر دستورية.
سحب النظام المؤيد للحرب وفد السلطنة من مؤتمر لندن في نفس اليوم الذي تولى فيه السلطة. كانت المهمة الأولى للنظام الجديد هي إنشاء لجنة الدفاع الوطني في 1 فبراير 1913 والتي كانت تهدف إلى تعبئة موارد الدولة لبذل كل الجهود لقلب المعادلة. ففي 3 فبراير 1913 استؤنفت الحرب. وقامت الحكومة الجديدة بعملية جريئة كان من المفترض أن يقوم فيها الفيلق العاشر بالجيش بهبوط برمائي في مؤخرة البلغار في شركوف في حين تندفع قوة المضيق المركبة من شبه جزيرة جاليبولي. فشلت العملية بخسائر فادحة بسبب عدم التنسيق. بعد التقارير التي أفادت أن الجيش العثماني ليس لديه أكثر من 165,000 جندي لمواجهة 400,000 من جيش العصبة، إلى جانب الأخبار التي أفادت بانهيار الروح المعنوية في الجيش بعد استسلام أدرنة لبلغاريا في 26 مارس، وافق النظام المؤيد للحرب أخيرًا على هدنة 1 أبريل 1913 ووقعت معاهدة لندن في 30 مايو، معترفة بخسارة روملي كلها باستثناء الأستانة.
دفعت أنباء فشل الاتحاد والترقي في إنقاذ روملي إلى قيام كامل باشا بتنظيم انقلاب مضاد لينهي حكومة الاتحاديين ويعيد الاتحاد الليبرالي إلى السلطة. ولكن تم وضعه قيد الإقامة الجبرية في 28 مايو، إلا أن المؤامرة استمرت بهدف اغتيال الصدر الأعظم محمود شوكت باشا وكبار الاتحاديين. وفي 11 يونيو اغتيل محمود شوكت باشا من قبل أحد أقارب ناظم باشا انتقاما لمقتله. ويعتبر محمود شوكت باشا آخر شخصية مستقلة في السلطنة. وباغتياله سيطر الاتحاديون بالكامل على مفاصل الدولة. وملئت اللجنة المركزية للحزب فراغ السلطة في الجيش الناتج عن وفاة شوكت باشا. فقمع الاتحاد والترقي أي معارضة متبقية أمامهم، وخاصة الاتحاد الليبرالي. قدم جميع المسؤولين الإقليميين والمحليين تقارير إلى «الأمناء المسؤولين» الذين اختارهم الحزب لكل ولاية. وعين محمد الخامس سعيد حليم باشا الذي كان مرتبطًا بشكل فضفاض بالاتحاد والترقي، ليكون بمثابة الصدر الأعظم حتى حل محله طلعت باشا سنة 1917. وقد أصدرت المحاكم العسكرية أحكام بالإعدام على 16 من قادة الاتحاد الليبرالي، ومنهم الأمير صباح الدين الذي حُكم عليه غيابياً، بسبب هروبه إلى منفاه في جنيف.
بعد الاستسلام في حرب البلقان الأولى، ركز الاتحاديون على استعادة أدرنة، في حين تجاهلوا تماما القضايا المهمة الأخرى مثل الانهيار الاقتصادي والإصلاح في شرق الأناضول والبنية التحتية. وفي 20 يوليو 1913 اندلعت حرب البلقان الثانية بعد مهاجمة العثمانيون بلغاريا، وفي اليوم التالي استعاد الكولونيل أنور باشا أدرنة، فأصبح بذلك بطلًا قوميًا. وبعدها أرسلت المنظمة الخاصة فدائييها الاتحاديين وضباط صغار لتنظيم السكان الأتراك في تراقيا لشن حرب عصابات ضد البلغار. بموجب شروط معاهدة بوخارست في سبتمبر 1913 استعاد العثمانيون بعض الأراضي التي فقدوها في تراقيا خلال حرب البلقان الأولى.

### حكومة الاتحاد والترقي
كان النظام الجديد عبارة عن دكتاتورية هيمنت عليها حكومة ثلاثية حولت السلطنة العثمانية إلى دولة حزب واحد للاتحاد والتقدم، والمعروفة تاريخيا باسم حكومة الباشوات الثلاثة. تألف الثلاثي من طلعت وأنور وجمال، وجميعهم أصبحوا بعدها باشاوات. يقول البعض إن خليل بك كان عضوًا رابعًا في تلك الزمرة. وأكد المؤرخ هانز لوكاس كايزر أن حالة حكم الباشوات الثلاثة هي صحيحة جدا في فترة 1913-1914، وأن طلعت بدأ يزداد قوة ليصبح شخصية مركزية داخل دولة حزب الاتحاد والتقدم، خاصة بعد أن أصبح الصدر الأعظم سنة 1917. وأيضًا من الدقة تسمية نظام الاتحاد والترقي بأنه حكم الزمرة أو الأقلية، حيث امتلك العديد من الاتحاديين البارزين شكلاً من أشكال السلطة بحكم القانون أو الأمر الواقع. بخلاف الباشوات الثلاثة وخليل بك، هناك شخصيات مثل الدكتور ناظم وبهاء الدين شاكر ومحمد رشيد وضياء كوك ألب والأمين العام للحزب مدحت شكرو هيمنت على اللجنة المركزية دون مناصب رسمية في الحكومة العثمانية. كان الولاء للجنة أكثر قيمة من الكفاءة. وأيضا كان نظام الاتحاد والترقي أقل شمولية من الناحية الهرمية من الديكتاتوريات الأوروبية التالية. وبدلاً من الاعتماد على سلاسل قيادية صارمة وصلبة، عمل النظام من خلال موازنة الفصائل من خلال الفساد والرشاوى. فسُمح لبعض الحكام بالكثير من الحكم الذاتي، مثل حكم جمال باشا لسوريا وحكم رحمي بك لولاية إزمير. هذا الافتقار إلى سيادة القانون وعدم احترام الدستور والفساد الشديد قد تفاقم مع الوقت. استمر نظام حكم اللجنة في الدولة العثمانية من 1913 حتى استسلام السلطنة في الحرب العالمية الأولى في أكتوبر 1918.

### الطريق إلى الحرب العالمية الأولى: 1913-1914
أدى فقدان روملي عند حزب الاتحاد والترقي إلى تقليل الاهتمام بالعثمنة، وأظهرت الهزيمة في حرب البلقان الأولى أن السكان المسيحيين في السلطنة هم طابور خامس محتمل. فعدم تحرك القوى الأوروبية في الحفاظ على سلامة السلطنة والوضع الراهن لمعاهدة برلين خلال حروب البلقان يعني أن الأتراك كانوا وحدهم. فكان استرجاع أدرنة بمثابة تعزيز كبير للثقة في الاتحاد والترقي، مع الأخذ في الاعتبار القوى الأوروبية التي طالبت بتسليم أدرنة لبلغاريا في حرب البلقان الأولى. فقلل حزب الاتحاد والترقي الكثير من احترامه للقوى الأوروبية وازداد العرض العام للقومية التركية على حساب القومية العثمانية. كان هذا التخلي عن العثمانية أكثر جدوى بسبب الحدود الجديدة للسلطنة بعد حروب البلقان، مما أدى إلى زيادة نسبة الأتراك وخاصة المسلمين في الدولة وفي البرلمان على حساب المسيحيين.

#### الخطاب القومي
منذ البداية لم يقبل الحكم الثلاثي نتيجة حروب البلقان على أنها نهائية، وكان هدف النظام الجديد الرئيسي هو استعادة كل الأراضي التي فقدها. ففي أعقاب حرب البلقان الأولى، وخسارة روملي المهين، وصل آلاف اللاجئين منها ومعهم حكايات عن الفظائع التي ارتكبتها القوات اليونانية والصربية والبلغارية والجبل الأسود. فاستقر المزاج العام عند المسلمين العثمانيين بالعداء للمسيحية والأجانب. وشجع الاتحاد والترقي مقاطعة الشركات النمساوية والبلغارية واليونانية، وأضيف إليها بعد 1913 ضد مواطنيها من المسيحيين واليهود.

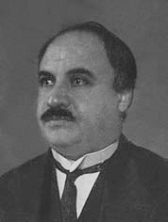
ضياء كوك ألب أحد الأيديولوجيين الاتحاديين المؤثرين وعضو لاحق في الجمعية الوطنية الكبرى لمصطفى كمال

تضاءلت أهمية القومية العثمانية بسبب الاعتقاد بوجود طابور خامس مسيحي، وكذلك الشك الموجه ضد القوميات الإسلامية الأخرى مثل العرب والأكراد بعد أن تبين أن الألبان المسلمين لم يكن لهم ولاء قوي للسلطنة بعد  ثورة تركيا الفتاة التي أنتجت نظام جديد يمجد «العرق التركي». فأُعطي اهتمام خاص لتوران، وهو الموطن الأسطوري للأتراك الذي يقع شمال الصين. تم التركيز بشكل أكبر على القومية التركية حيث تم تمجيد الأتراك في قصائد لا نهاية لها ومنشورات ومقالات صحفية وخطب بأنها أمة محاربة عظيمة بحاجة لاستعادة مجدها السابق. كانت دعاية القومية الطورانية مهمة لعدم استنادها إلى الإسلام، بل كانت دعوة إلى وحدة الشعوب التركية على أساس التاريخ المشترك والعرق الموحد المفترض، وهي رسالة قومية آسيوية تؤكد على دور الشعوب التركية باعتبارها أشرس المحاربين في كل آسيا. خطط الاتحاد والترقي لاستعادة جميع الأراضي التي فقدها العثمانيون خلال القرن التاسع عشر تحت راية القومية التركية للحصول على أراضي جديدة في القوقاز وآسيا الوسطى. كان هذا هو الدافع لدخول الدولة العثمانية في الحرب العالمية الأولى، وهي أيديولوجية «القومية التركية» للحزب التي أكدت على مصير السلطنة الواضح في الهيمنة على الشعوب التركية في آسيا الوسطى بمجرد طرد روسيا من تلك المنطقة.
كان الجزء الأول من خطة الانتقام هو المضي في فورة شراء أسلحة ضخمة، وجلب أكبر عدد ممكن من الأسلحة من ألمانيا، وأيضا الطلب بإرسال بعثات عسكرية ألمانية إلى السلطنة، ليس القيام بتدريب الجيش العثماني فقط، ولكن أيضًا قيادة تلك القوات في الميدان. في ديسمبر 1913 وصلت بعثة عسكرية ألمانية بقيادة الجنرال أوتو ليمان فون ساندرز لتتولى قيادة الجيش العثماني. إلا أن أنور باشا الذي كان مصمماً على الحفاظ على سلطته لم يسمح للضباط الألمان بسلطة واسعة النطاق على الجيش العثماني كما تصورها الاتفاق الألماني العثماني في أكتوبر 1913. في الوقت نفسه كانت الحكومة الاتحادية تبحث عن حلفاء في حرب الانتقام التي خططت لشنها في أسرع وقت ممكن. قال رئيس الأركان العامة أحمد عزت باشا: «... ما كنت أتوقعه من تحالف يقوم على الدفاع والأمن، في حين كانت توقعات الآخرين تعتمد على الهجوم والعدوان الشامل. لا شك أن قادة الاتحاد والترقي كانوا ينظرون بقلق عن طرق للتعويض عن آلام الهزائم التي ألقى الأهالي باللائمة عليهم».

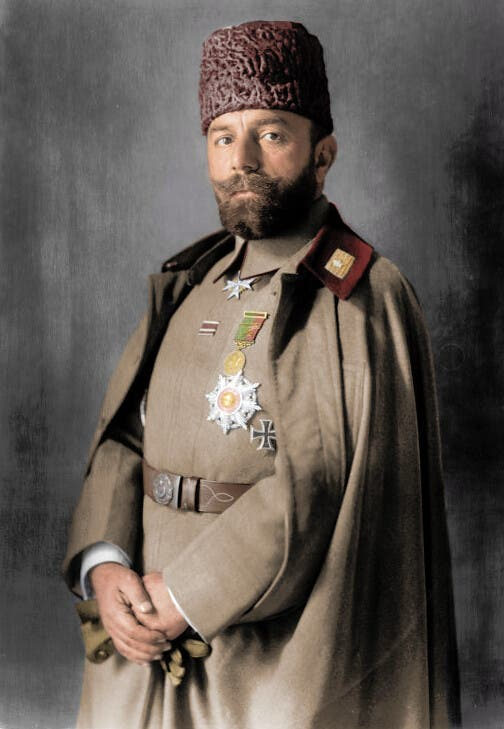
جمال باشا الذي كان وزيراً للبحرية سنة 1914 وكذلك حاكم سوريا العثمانية في الحرب العالمية الأولى.

منذ انقلاب 1913 كانت الحكومة الجديدة تخطط لشن حرب شاملة، ورغبت بتلقين تلك العقيدة على كل الشعب التركي، وخاصة الشباب. لأجل ذلك أسست الحكومة في يونيو 1913 «جمعية القوة التركية» وهي مجموعة شبه عسكرية يديرها ضباط سابقون في الجيش، وشجعت الشباب الأتراك على الانضمام إليها. وتمتاز تلك الجمعية بالكثير من التدريبات البدنية والعسكرية بهدف السماح للأتراك بأن يصبحوا أمة محاربة بالسلاح. وفي مايو 1914 استعيضت جمعية القوة التركية بأندية القوة العثمانية، وهي متشابهة جدًا باستثناء أن من يدير نوادي القوة العثمانية هي وزارة الحرب، وأن العضوية إلزامية على الذكور الأتراك الذين أعمارهم بين 10-17. بل أكثر من جمعية القوة التركية، فإن هدف أندية القوة العثمانية هو تدريب الأمة على الحرب من خلال الدعاية القومية المتطرفة والتدريب العسكري الذي يتميز بتمارين بالذخيرة الحية كجزء لا يتجزأ من أنشطتها. على نفس المنوال كان هناك تأكيد جديد على دور المرأة، التي كان عليها واجب تحمل وتربية الجيل الجديد من الجنود، الذين كان عليهم تربية أبنائهم ليكون لديهم «أجساد من حديد وأعصاب فولاذية».
أنشأ الاتحاد والترقي عددًا من المنظمات شبه الرسمية مثل رابطة البحرية العثمانية وجمعية الهلال الأحمر العثماني ولجنة الدفاع الوطني، والتي كانت تهدف إلى إشراك الجمهور العثماني في مشروع تحديث الدولة، وتعزيز أساليبهم القومية، وطرق التفكير العسكرية بين الجمهور. وهذا انعكاس تأثير كولمار فرايهر فون در غولتس باشا، وخاصة نظريته «أمة السلاح» كان هدف جمعية الاتحاد والترقي في ظل النظام الجديد هو دعم الجيش.
في يناير 1914 أصبح أنور بك وزيراً للحرب ليحل محل أحمد عزت باشا الأكثر هدوءًا، الأمر الذي جعلته روسيا وخاصة وزير خارجيتها سيرجي سازونوف موضع شك كبير. تم تنفيذ عملية تطهير واسعة النطاق للجيش. حيث أجبر على التقاعد حوالي 1100 ضابط بينهم قائدان ميدانيان و3 جنرالات ممن اعتبرهم أنور بك غير ذي كفاءة أو خونة. وفي ظل غياب أجواء الحرب، لم يقم حزب الاتحاد والترقي بعد بإزالة ديانات الأقليات من الحياة السياسية؛ انضم إليها ما لا يقل عن 23 مسيحيًا وانتخبوا لعضوية البرلمان الثالث في 1914، وكان حزب التقدم هو المنافس الوحيد.

#### القوانين المبكرة للهندسة الديموغرافية
أصيب العديد من الاتحاديين بصدمة من نتائج القضية المقدونية وفقدان معظم روملي. فقام المنتصرون في حرب البلقان الأولى والحرب الروسية التركية (1877-1878) بعمليات تطهير عرقي معادية للمواطنين المسلمين، وجاءت ردة فعل الاتحاد والترقي بحمى مماثلة ضد الأقليات المسيحية في الدولة العثمانية، وازدادت تلك الحمى بقوة في مستقبل الأيام. ومع انتهاء قضية مقدونيا توجه الاهتمام نحو الأناضول وقضية الأرمن. وبسبب عدم رغبته في أن تتحول الأناضول إلى مقدونيا أخرى، توصل الاتحاد والترقي إلى نظرية تورك يوردو: أن تصبح الأناضول موطنًا للأتراك من خلال سياسات التجانس لإنقاذ «الترك» والسلطنة. فانخرط الاتحاد والترقي في «... برنامج هندسي ديموغرافي متطرف جدا بهدف التجانس العرقي والديني في الأناضول بدءا من 1913 إلى نهاية الحرب العالمية الأولى». فقبل تحقيق سياسات لجنة الإبادة ضد الأرمن، كانت السياسات المعادية لليونانين مرتبة. وقد صاغ كلا من محمود جلال بك الذي عين سكرتيرًا محليًا لفرع حزب الاتحاد والترقي في سميرنا (إزمير حاليا)، وطلعت باشا وأنور باشا حملة ترهيب ضد السكان اليونانيين في ولاية إزمير بهدف «تطهير» المنطقة. تم وصف الغرض من الحملة في وثيقة للاتحاد والترقي: «اتخذت [لجنة] الاتحاد والترقي قرارًا واضحًا. وهو إزالة مصدر المشاكل في غرب الأناضول، وسيتم إزاحة اليونانيين من خلال تدابير سياسية واقتصادية. قبل أي شيء آخر سيكون من الضروري إضعافهم وكسر قوتهم الاقتصادية.»
لم تستمر الحملة بالمستوى الوحشي طويلا، بسبب خوف الاتحاديون من رد فعل أجنبي معاد، فخلال عمليات التطهير في ربيع 1914 التي نفذتها المنظمة الخاصة التابعة لجمعية الاتحاد والترقي، قدر ما لا يقل عن 300,000 يوناني فروا عبر بحر إيجه إلى اليونان. ولكنها توقفت في يوليو 1914 بعد احتجاجات من السفراء في الباب العالي مع تحدث السفير الفرنسي موريس بومبارد بقوة دفاعًا عن اليونانيين، فضلاً عن تهديد اليونان بالحرب. ومن نواح كثيرة كانت العملية ضد اليونانيين العثمانيين سنة 1914 بمثابة محاكاة تجريبية للعمليات التي شنت ضد الأرمن في 1915.
في سبتمبر بدأت حرب غير منتظمة ضد روسيا على الحدود القوقازية؛ فطُلب من الطاشناق التعاون في هذه العمليات لكنه رفض. وفي أواخر سبتمبر ورداً على الغارات الحدودية سمح وزير الخارجية الروسي سازونوف بتشكيل أفواج عسكرية غير نظامية من المتطوعين الأرمن العثمانيين (العديد منهم فر إلى تبليسي الروسية في تلك المرحلة).

#### توطيد العلاقات مع ألمانيا
تصاعدت التوترات في أوروبا بسرعة مع تطور أحداث أزمة يوليو. ورأى الاتحاد والترقي أن تلك الأزمة فرصة مثالية لاسترجاع خسارة روملي في حروب البلقان وفقدان الولايات الست في معاهدة برلين من خلال تحالف القوى الأوروبية. بعد سقوط صديق الإنجليز كامل باشا واتحاده الليبرالي استغلت ألمانيا الوضع بإعادة تأسيس صداقتها مع السلطنة التي تعود إلى العصر الحميدي. حيث هناك مجموعة صغيرة داخل الحكومة والاتحاد والترقي يتزعمها أولاً وقبل كل شيء طلعت وأنور وخليل، وهذا يساعد بتوطيد تحالف مع ألمانيا في شخص هانز فون وانغنهايم الذي أدخل الدولة العثمانية في الحرب العالمية الأولى.
أثمرت جهود وانغنهايم الدبلوماسية بزيادة النفوذ الألماني داخل السلطنة، من خلال الاستحواذ على وسائل الإعلام وزيادة حضور المهمة العسكرية الألمانية في العاصمة. ففي 1 أغسطس 1914 أمرت االدولة العثمانية بتعبئة جزئية، وبعدها بيومين أمرت بالتعبئة العامة. وقد وقعت الحكومتان العثمانية والألمانية تحالفًا سريًا في 2 أغسطس. كان الغرض من هذا التحالف هو توريط السلطنة في الحرب العالمية الأولى. وفي 19 أغسطس تم التوقيع على تحالف سري آخر مع بلغاريا بعد مفاوضات بين طلعت باشا وخليل بك مع رئيس الوزراء البلغاري فاسيل رادوسلافوف.
في 2 أغسطس أبلغ وانغنهايم مجلس الوزراء العثماني بتوجه سرب البحر الأبيض المتوسط الألماني بقيادة الأدميرال فيلهلم سوشون نحو الأستانة، وتطاردهم البوارج البريطانية في عملية اشتهرت باسم مطاردة غيوبن وبريسلاو، وطلب من العثمانيين منح السرب ملاذاً بمجرد وصوله (وهو ماالتزمت به الحكومة بكل سرور). وفي 16 أغسطس تم توقيع صفقة وهمية مع الحكومة العثمانية من المفترض أنها اشترت غوبن وبريسلاو مقابل 86 مليون دولار أمريكي ولكن مع بقاء الضباط والأطقم الألمانية على متنها. في 24 سبتمبر 1914 تم تعيين الأدميرال سوشون قائداً للبحرية العثمانية.
في 21 أكتوبر أبلغ أنور باشا الألمان أن خططه للحرب قد اكتملت، وأنه كان بدأ بتحريك قواته نحو شرق الأناضول لغزو القوقاز الروسي وإلى فلسطين لمهاجمة البريطانيين في مصر. لتوفير ذريعة للحرب أمر أنور وجمال باشا (وزير البحرية في تلك المرحلة) الأدميرال سوشون بمهاجمة موانئ البحر الأسود الروسية مع ياووز وميديلي المعتمدين حديثًا وغيرهما من الزوارق الحربية العثمانية على أمل أن تعلن روسيا الحرب. تم تنفيذ الهجوم في 29 أكتوبر. وبعدها قدم سازونوف إنذارًا نهائيًا إلى الباب العالي طالب فيه السلطنة باعتقال جميع الضباط العسكريين والبحريين الألمان الذين في خدمتهم؛ بعد رفضها أعلنت روسيا الحرب في 2 نوفمبر 1914. دعا الثلاثي إلى جلسة خاصة للجنة المركزية للاتحاد والترقي لشرح أنه حان وقت دخول الدولة للحرب، وحدد أهداف الحرب بالتالي: «تدمير عدونا المسكوفي [روسيا] وبذلك ننال حدود دولتنا الطبيعية، والتي ينبغي أن تحتوي وتوحد جميع فروع عرقنا». دفع هذا الاجتماع غضب الصدر الأعظم سعيد حليم باشا واستقالة وزير المالية محمد جاويد بك إلى (على الرغم من احتفاظه بمقعده في اللجنة المركزية وعاد إلى منصبه في 1917). وفي 5 نوفمبر أعلنت بريطانيا وفرنسا الحرب على السلطنة. فرد السلطان محمد الخامس بإعلان الحرب على روسيا وبريطانيا وفرنسا في 11 نوفمبر 1914. في وقت لاحق من ذلك الشهر بصفته خليفة لجميع المسلمين، أصدر إعلان الجهاد ضد دول الوفاق، وأمر جميع المسلمين في كل مكان في العالم بالقتال من أجل تدمير تلك الأمم.
مع توقع أن الحرب الجديدة ستحرر السلطنة من قيود السيادة التي فرضتها عليها القوى العظمى، مضى طلعت باشا قدما في تحقيق الأهداف الرئيسية للاتحاد والترقي؛ إلغاء الامتيازات التي تعود إلى قرون من جانب واحد، وحظر الخدمات البريدية الأجنبية، وإنهاء الاستقلال الذاتي للبنان، وتعليق حزمة الإصلاح لمحافظات الأناضول الشرقية التي كانت سارية منذ سبعة أشهر فقط. أدى هذا الإجراء من جانب واحد إلى تجمع حاشد في ميدان السلطان أحمد.

### الحرب العالمية الأولى وسياسات الإبادة الجماعية
بالرغم من أن الاتحاد والترقي قد عمل مع الطاشناق خلال المشروطية الثانية، إلا أن فصائله بدأت تنظر إلى الأرمن على أنهم طابور خامس من شأنه أن يخون القضية العثمانية بعد اندلاع الحرب مع روسيا المجاورة سنة 1914؛ وبعد دخول الدولة العثمانية الحرب، سعى معظم الأرمن العثمانيين لإعلان ولائهم للسلطنة بالصلاة في الكنائس الأرمينية من أجل نصر عثماني سريع؛ وإن سعت أقلية فقط لتحقيق نصر روسي. ففي الأشهر الأولى من 1915، استمرت الصحافة التي يسيطر عليها الاتحاديون في التأكيد على أهمية الأمة الأرمنية في المجهود الحربي العثماني. ولكن التقرير الذي قدمه عضوي الطاشناق أرشاك فراميان وواهان بابازيان إلى طلعت باشا وجودت بك (حاكم ولاية وان) حول الفظائع التي ارتكبتها المنظمة الخاصة ضد الأرمن في وان خلق المزيد من الجفوة بين المنظمتين. ومع ذلك فإن الاتحاديين ما زالوا غير واثقين كفاية لتطهير الأرمن من السياسة أو اتباع سياسة الهندسة العرقية.
دفعت جمعية الاتحاد والترقي العثمانيين إلى الحرب بتوقع أن الجهاد سيجلب انهيار الإمبراطوريات الاستعمارية للوفاق، وأن الشعوب التركية المسلمة في آسيا الوسطى ستساعد العثمانيين في غزو القوقاز وآسيا الوسطى. ولكن لم يؤد الجهاد في الغالب إلى انتفاضات كبيرة ضد قوات الحلفاء، والعكس هو الصحيح، فبداية الحرب العالمية الأولى كانت سيئة للعثمانيين. فاستولت القوات البريطانية على البصرة وبدأت في التقدم عبر نهر دجلة، وفشل غزو جمال باشا لمصر البريطانية، وقضى الروس على جيش أنور باشا الثالث في معركة ساريقاميش. أدت تلك الهزائم إلى الإحباط اللجنة وانتهت أحلامهم بعالمية الطورانية. إلا أن فشل محاولات الحلفاء في اختراق بحري للبوسفور في 18 مارس أدى إلى تحسن ثقة الاتحاديين بأنفسهم. وبدأوا في 18 مارس بتنفيذ المخطط الخاص بمشروع إزاحة الأرمن من السياسة العثمانية والاقتصاد والهندسة العرقية في شرق الأناضول، والتي تم تنفيذها في أبريل. الهدف من هذه الخطط هو تحقيق تورك يوردو: تتريك الأناضول وتحويل السلطنة العثمانية إلى دولة قومية تركية متجانسة.

#### سياسة هندسة التركيبة السكانية والإبادة الجماعية
لعبت المنظمة الخاصة دورًا رئيسيًا في الإبادة الجماعية العثمانية المتأخرة. تم توسيع المنظمة الخاصة التي شكلت من الكوادر الاتحادية المتعصبة بدءًا من أغسطس 1914. أصدر طلعت باشا أوامر بأن جميع السجناء المدانين بجرائم أسوأ مثل القتل والاغتصاب والسرقة وما إلى ذلك يمكن أن يحصلوا على حريتهم إذا وافقوا على الانضمام إلى المنظمة الخاصة لقتل الأرمن ونهب ممتلكاتهم. إلى جانب المجرمين أصحاب السوابق الذين انضموا بأعداد كبيرة للحصول على حريتهم، ومن الذين اغضبهم نهب اللاجئين من روملي، وكانوا متعطشين للانتقام من المسيحيين بعد أن تعرضوا للهجوم، وأجبروهم على الفرار من البلقان في 1912. فسر تجنيد المجرمين المهتمين بالبلطجة مباشرة من نظام السجون في المنظمة الخاصة ارتفاع معدل حوادث الاغتصاب خلال الإبادة الجماعية للأرمن.

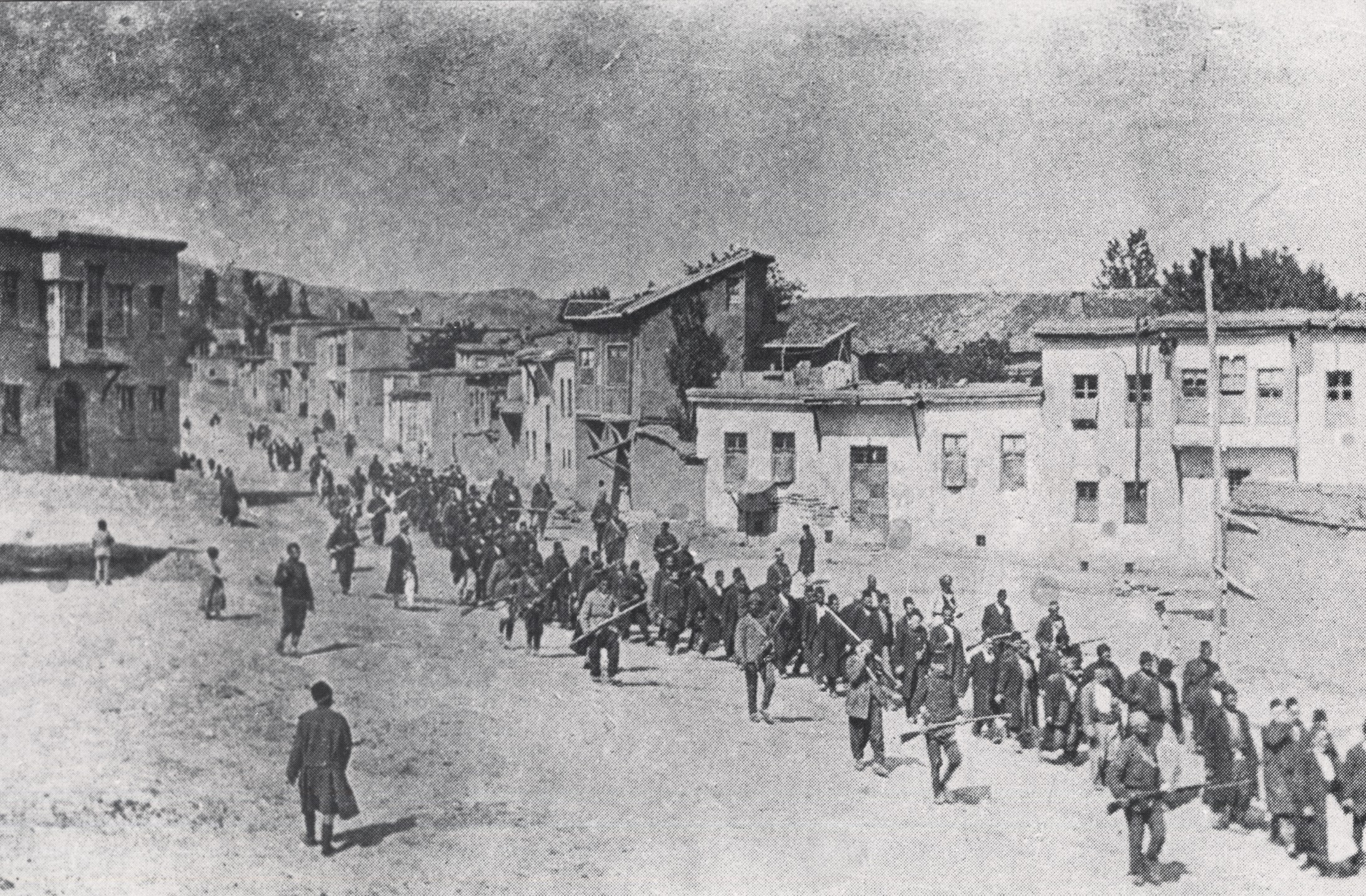
ترحيل أرمن من معمورة العزيز بالأناضول الشرقية إلى الشام.

في أواخر 1914 أمر إنور باشا بنزع سلاح جميع الأرمن الذين يخدمون في الجيش العثماني وإرسالهم إلى كتائب العمل، واتهم البطريركية الأرمنية بإفشاء أسرار الدولة للروس. وفي 24 أبريل 1915 أرسل طلعت باشا برقية إلى جمال باشا (الذي كان والي سوريا) يأمره بترحيل الأرمن المتمردين ليس إلى قونية بوسط الأناضول، كما جرى مع مجموعة سابقة تمردت في الزيتون (سليمانلي حاليا)، ولكن إلى الصحراء السورية. وأصبحت تلك الصحراء وجهة للمبعدين الأرمن في المستقبل. وفي 27 مايو تم سن الأساس القانوني للهندسة الديموغرافية في شكل قانون مؤقت سمح للحكومة بصلاحيات القمع الجماعي والترحيل إذا كان الأمن القومي معرضًا للخطر (قانون التهجير).
صادرت الدولة أملاك الأرمن المرحلين، وأعادت توزيعها على المسلمين المهجرين من البلقان، وربما استحوذت السلطات المحلية على بعضها. بحلول أواخر 1916 فقد معظم الأرمن خارج مدن مثل القسطنطينية وإزمير ممتلكاتهم الخاصة. وقد قاوم بعض الحكام المحليين أوامر اللجنة المركزية بترحيل المسيحيين كما جرى في كوتاهية وإزمير وديرسيم (تونجلي حاليا)، فأزاح طلعت باشا معظمهم من منصبه. كان برنامج إعادة توزيع الممتلكات الأرمنية (مللي اقتصاد) هو أحد المبادئ الأساسية لمشروع تورك يورد للاتحاد والترقي.
كما استهدفت حكومة الاتحاد والترقي المسيحيين الآشوريين فيما يعرف باسم سيفو. أمر طلعت باشا حاكم وان بنقل السكان الآشوريين من هكاري، مما أدى إلى مقتل الكثيرين، ولكن هذه السياسة المعادية للآشوريين لم تنفذ على صعيد الدولة.
بالرغم من أن العديد من القبائل الكردية لعبت دورًا مهمًا في عمليات الإبادة التي قامت بها المنظمة الخاصة ضد الأقليات المسيحية، إلا أن الأكراد وجدوا أنفسهم أيضًا ضحايا لترحيل الحكومة (وإن لم يكن هناك قتل جماعي). ومنع طلعت باشا وجود الأكراد أكثر من 5٪ في أي ولاية من ولايات السلطنة. ولهذه الغاية أعطيت الأولوية للاجئي البلقان المسلمين والأتراك لإعادة توطينهم في أورفة ومرعش وعنتاب، بينما يرحّل الأكراد إلى وسط الأناضول، حيث من المفترض أن يتم توطينهم في ممتلكات أرمنية مهجورة، لكن إهمال سلطات في إعادة توطينهم أدى إلى وفاة العديد من الأكراد بسبب المجاعة.
كانت لجنة الاتحاد والترقي معادية لجميع العرقيات التي قد تطالب بالاستقلال. فدور جمال باشا عندما كان واليًا على سوريا الكبرى التي بها العديد من العرقيات قد تأثر بقانون اللجنة. فاشتهر خلال الحرب بشنق وجهاء سوريين محليين بتهمة الخيانة، مما ساعد في تسهيل الثورة العربية ضد السلطنة. كما أنه استخدم قانون التهجير بشكل أكثر حكمة (مقارنة بطلعت باشا) لترحيل بعض العائلات العربية التي اعتبرها مشبوهة انتقائيًا ومؤقتًا. وبسبب حصار الحلفاء للمنطقة ونقص الإمدادات للسكان المدنيين، عانت أجزاء معينة من سوريا العثمانية من مجاعة يائسة.
في ديسمبر 1914 أمر جمال باشا بتشجيع من بهاء الدين بترحيل جميع اليهود الذين يعيشون في الجزء الجنوبي من سوريا العثمانية المعروفة باسم متصرفية القدس على أساس أن معظمهم جاء من الإمبراطورية الروسية. لكن في الواقع فإن الاتحاد والترقي يعتبر الحركة الصهيونية تهديدًا للدولة العثمانية. رفض وانغنهايم وأعضاء آخرون في اللجنة المركزية أمر الترحيل؛ فقد كان قادة ألمانيا يعتقدون أن لليهود قوى سرية هائلة، وإذا كان الرايخ سيساعد اليهود في الحرب، فإن اليهود سيساعدونهم. وكان لدى العديد من الأعضاء داخل اللجنة المركزية علاقات شخصية مع اليهود. فجمعية الاتحاد والترقي نشأت في سالونيكا، حيث كانت في ذلك الوقت مركز العالم اليهودي بعديد أطيافها. كان بعض أعضاء اللجنة من دونمة أي مسلمون من أصول يهودية، ومنهم جاويد بك والدكتور ناظم، وكان معظم أعضاء اللجنة يتمتعون بعلاقات ودية مع الصهاينة المعاصرين. بشكل عام كان معظم اليهود متعاطفين مع النظام الاتحادي، وخاصة أولئك الذين تمركزوا في المناطق الحضرية أو من هم خارج السلطنة، وكانت مشاعر التحالف الإسلامي اليهودي شائعة. ولكن وبما أنه لم يتم ترحيل يهود يشوف، إلا أن السلطات العثمانية حرصت على مضايقة اليهود بطرق أخرى مختلفة، مما أدى إلى إنشاء شبكة نيلي التجسسية الموالية للإنجليز ومركزها في فلسطين العثمانية.
تم تعليق عمليات ترحيل الروم حيث أرادت ألمانيا من اليونان أن تكون حليفة أو محايدة، ولكن من أجل تحالفها، فقد سكتت ألمانيا عن ترحيل الأرمن. كانت الدولة العثمانية حليف قوي ضد قوى الوفاق وأمرًا حاسمًا للاستراتيجية الألمانية الكبرى في الحرب، وهناك حاجة إلى علاقات جيدة بينهما. ولكن بعد الاختراق الروسي في القوقاز وإشارات اليونان بأنها ستقف إلى جانب قوات الحلفاء، أعاد الاتحاد والترقي استئناف عملياته ضد اليونانيين، وأمر طلعت باشا بترحيل اليونانيين البنطيين على ساحل البحر الأسود. حدثت أعمال نهب من قبل المنظمة الخاصة والسلطات الإقليمية في المنطقة المحيطة بطرابزون، واشتهر فيها طوبال عثمان.
في 24 مايو 1915 بعد علمها بـ «الجريمة الكبرى»، أصدرت الحكومات البريطانية والفرنسية والروسية بيانًا مشتركًا اتهمت فيه الحكومة العثمانية بارتكاب «جرائم ضد الإنسانية»، وهي المرة الأولى في التاريخ التي استخدم فيها هذا المصطلح. كذلك وعد الحلفاء بأنه بمجرد الانتصار في الحرب سيحاكمون القادة العثمانيين المسؤولين عن الإبادة الجماعية للأرمن بتهمة ارتكاب جرائم ضد الإنسانية. ولكن مع تعثر القوات الأنجلو-أسترالية-النيوزيلندية-الهندية-الفرنسية في جاليبولي والتقدم البطيء للحملة أنجلو-هندية تجاه بغداد، زال التهديد عن قادة الاتحاد والترقي بتقديمهم للمحاكمة. ففي 22-23 نوفمبر 1915 هُزم الجنرال السير تشارلز تونشيند في معركة المدائن على يد نور الدين باشا وغولتس باشا، وبذلك أنهى التقدم البريطاني في بغداد. وفي 3 ديسمبر 1915 حوصر ما تبقى من قوات تونشيند في كوت العمارة (استسلمت قواته لخليل باشا بعد خمسة أشهر). وفي يناير 1916 انتهت معركة جاليبولي بانتصار العثمانيين وانسحاب قوات الحلفاء. ساهم هذا الانتصار كثيرًا في تعزيز هيبة نظام الاتحاد والترقي. وبعد جاليبولي أعلن أنور باشا بفخر في خطاب ألقاه أن الدولة العثمانية قد أنقذت بينما تعرضت الإمبراطورية البريطانية العظيمة للإذلال في هزيمة غير مسبوقة.
وفي سنة 1916 تم القبض على يعقوب جميل (الذي قتل ناظم باشا أثناء الغارة على الباب العالي) بتهمة التخطيط لانقلاب ضد النظام الذي يريد تسوية سلام مع قوات الحلفاء وترقية مصطفى كمال بك ليصبح وزيرًا للحرب. وقد أعدم طلعت باشا يعقوب جميل ضد إرادة أنور باشا.
عندما بدأت جيوش الحلفاء بالتقدم إلى فلسطين في مارس 1917، أمر جمال باشا بترحيل أهالي يافا من عرب ويهود، وعاد العرب إليها بوقت قصير، إلا أن اليهود لم يعودوا إليها إلى أن دخل الإنجليز إلى فلسطين صيف 1918. وبعد اكتشاف شبكة نيلي التجسسية بقيادة المهندس الزراعي آرون آرونسون الذي تجسس لصالح الإنجليز خوفًا من الاتحاديين من أن يُلحقوا باليهود نفس مصير الأرمن، أمر جمال باشا بترحيل جميع اليهود. إلا أن الانتصارات البريطانية في خريف 1917 واستيلاء ألنبي على القدس في 9 ديسمبر 1917 أنقذ يهود فلسطين من الترحيل.

#### من النصر إلى الهزيمة

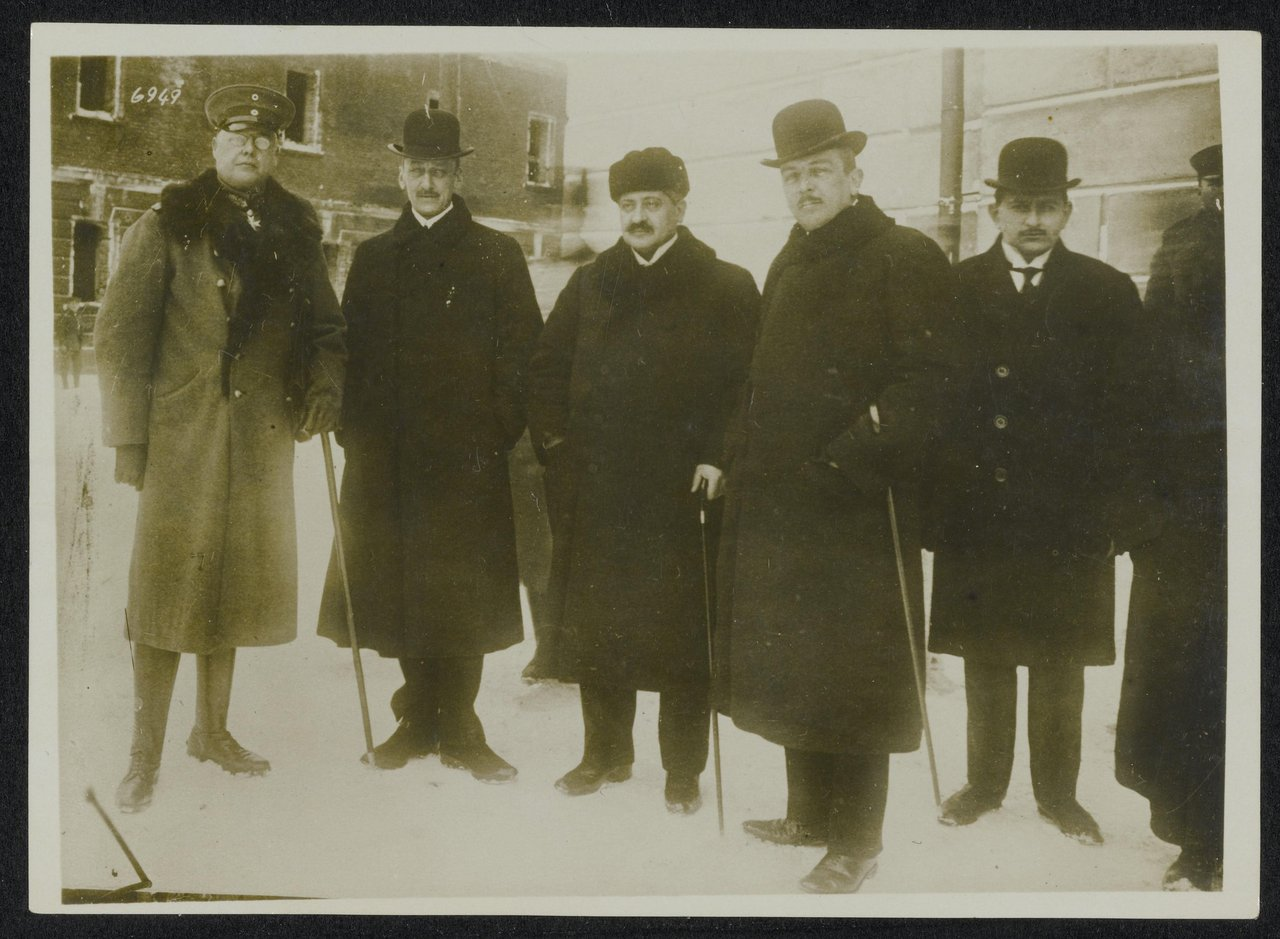
وفد دول المحور في بريست ليتوفسك، من اليسار إلى اليمين: الجنرال ماكس هوفمان (ألمانيا) وأوتوكار فون سيرنين (وزير الخارجية النمساوي) ، والصدر الأعظم طلعت باشا وريتشارد فون كوهلمان (وزير الخارجية الألماني)

كان التحالف بين الدولة العثمانية وألمانيا خلال الحرب العالمية الأولى مهمًا لأهداف كلتا الدولتين، إلا أنه دائمًا كان يقف على أرض متوترة. فقد شارك الاتحاديون والنخب القيصرية في ألمانيا المواقف الشوفينية ضد القيم الأنجلو سكسونية للديمقراطية والتعددية، بالإضافة إلى المشاعر المعادية المعادية للإنجليز والروس. ومع ذلك فإن تنفيذ مشروع تورك يورد من خلال ترحيل وإبادة الأقليات المسيحية أزعج السياسيين في برلين (لم يزعج النخب العسكرية الألمانية كثيرًا).
في 4 فبراير 1917 تم إقصاء سعيد حليم باشا من منصب الصدر الأعظم، وتعيين طلعت باشا مكانه، وبذلك وصل الفصيل الراديكالي من حزب الاتحاد والترقي إلى السلطة مباشرة، مع أن سعيد باشا كان دمية بيد اللجنة المركزية. وجاء انسحاب روسيا من الحرب ومعاهدة بريست ليتوفسك، التي تفاوض عليها ووقعها الصدر الأعظم طلعت باشا، لتمثل ليس نجاحًا هائلاً لجمعية الاتحاد والترقي فحسب، بل أيضًا للحلف العثماني الألماني، إلا أنها أدت ببساطة إلى تأخير النزاع بينهما. فاستعادت الدولة العثمانية المقاطعات القوقازية (باطوم وقارص وأرداهان) التي خسرتها في الحرب ضد روسيا قبل أربعين عامًا، ولكن لم يتم ضمان أي شيء لطموحات الاتحاديين الطورانية في القوقاز وآسيا الوسطى. فقرر الاتحاد والترقي أخذ زمام المبادرة بأيديهم. فأسس أنور باشا جيش الإسلام لغزو باكو وحقولها النفطية وتحقيق أحلام القومية التركية في آسيا الوسطى. تم استبعاد الضباط الألمان عن عمد من مجموعة الجيش، حيث كان العثمانيون يشككون (وهذا صحيح) بنوايا ألمانية مماثلة لاحتلال باكو. وصل هذا التوتر إلى نقطة الغليان في ربيع 1918، في حادثة اشتبكت فيها القوات العثمانية والألمانية في المنطقة. وفاز جيش الإسلام في نهاية المطاف بالسباق إلى باكو في سبتمبر، ولكن بحلول ذلك الوقت كانت قوى المحور قد خسرت جميع الجبهات. واستسلم كلا البلدين للحلفاء قبل أن تتدهور العلاقات أكثر من ذلك.

### تطهير وتفكك الحزب
مع تفكك الوضع العسكري لقوى المحور وانهيار جبهاتها، استقال طلعت باشا وحكومة الاتحاد والترقي يوم 8 أكتوبر 1918. وفي 30 أكتوبر تفاوض المشير أحمد عزت باشا بصفته الصدر الأعظم الجديد على هدنة مودروس، فأصبح موقف الاتحاديين غير مقبول الآن، وهرب كبار قادته إلى أوديسا وتشتتوا من هناك. أما الحزب ذاته فقد قرر من تبقى من أعضائه إلغاء الحزب خلال مؤتمره الأخير بين 1-5 نوفمبر 1918. ومع ذلك فبعد أسبوع واحد فقط تم إنشاء حزب التجديد، مع نقل أصول الاتحاد والترقي إلى الحزب الجديد. ولكن الحكومة العثمانية حلته في مايو 1919.

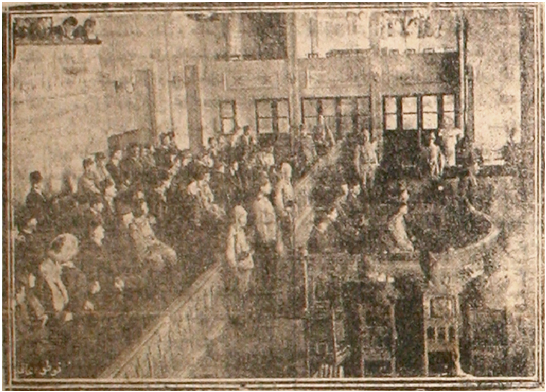
محاكمة أعضاء حزب الاتحاد والترقي في محاكم اسطنبول العسكرية

بعد الحرب قام الحلفاء بتنظيف الحكومة من الاتحاديين. واحتلت القوات البريطانية نقاطًا مختلفة في جميع أنحاء السلطنة، وطالبت من خلال مفوضها السامي سومرست كالثورب بمحاكمة أعضاء القيادة الذين لم يفروا، وهي سياسة ذكرت في الفقرة السابعة من معاهدة سيفر لإنهاء الأعمال العدائية رسميًا بين الدولتين. الحلفاء والسلطنة. فاحتجز البريطانيون في مالطا 60 تركيًا يُعتقد أنهم مسؤولون عن الفظائع، حيث بدأ التحضير للمحاكمة. أما الحكومة الجديدة بقيادة الاتحاد الليبرالي برئاسة دامات فريد باشا والسلطان محمد السادس وحيد الدين فاعتقلت إجباريًا أكثر من 100 من مسؤولي الحزب الاتحادي والجيش في أبريل 1919 وبدأت سلسلة من المحاكمات. كانت فعالية تلك المحاكمات واعدة في البداية، حيث أعدم أحد حكام المناطق في 10 أبريل. ولكن تلك الجهود ضاعت، وضاعت معها جهود الحقيقة والمصالحة أو التحول الديمقراطي عندما حرضت فرنسا وبريطانيا والولايات المتحدة، مملكة اليونان التي كانت على الحياد معظم الحرب العالمية الأولى لاحتلال غرب الأناضول في مايو 1919. فرد الزعيم القومي التركي مصطفى كمال باشا بحشد الشعب التركي للمقاومة. وقد شنق اثنين من منظمي الإبادة الجماعية، وأدين عدد قليل من المحتجزين، ولكن لم يكمل أي منهم فترة سجنه. ففي نهاية الأمر تم تبادل محتجزي الاتحاد والترقي وآخرين من الأتراك المحتجزين في مالطا مقابل ما يقرب من 30 سجينًا بريطانيًا احتجزتهم القوات الكمالية، مما أجبر البريطانيين على التخلي عن خططهم لمحاكمات دولية.
اغتيل عدد كبير من القادة الاتحاديين سنوات 1920 و 1922 في عملية نمسيس. أرسل الطاشناق قتلة لمطاردة وقتل الاتحاديين المسؤولين عن الإبادة الجماعية للأرمن. قُتل وزير الداخلية ثم الصدر الأعظم طلعت باشا بالرصاص في برلين يوم 15 مارس 1921. وقُتل سعيد حليم باشا الصدر الأعظم الذي وقع أوامر الترحيل في 1915 في روما يوم 5 ديسمبر 1921. وقُتل الدكتور بهاء الدين شاكر قائد المنظمة الخاصة في برلين في 17 أبريل 1922 على يد مسلح من الطاشناق. أما جمال باشا ثاني الباشوات الثلاثة فقد قتل يوم 21 يوليو 1922 في تبليسي على يد الطاشناق. وقُتل أنور باشا العضو الأخير من الباشوات الثلاثة أثناء قتاله ضد الجيش الأحمر في آسيا الوسطى.
اختار معظم الاتحاديين الالتفاف حول مصطفى كمال وحركته الوطنية التركية، وعلى الرغم من أن الفصيل الوحدوي المارق أعاد إحياء حزب الاتحاد والترقي لفترة وجيزة في يناير 1922. ولكن الحزب أعلن بأنه لن يخوض الانتخابات العامة في 1923 للبرلمان الذي اتخذ من أنقرة مقراً له ضد جمعية أتاتورك للدفاع عن حقوق الأناضول وروملي (وأصبح بعدها حزب الشعب الجمهوري). حدثت آخر عملية تطهير ضد حزب الاتحاد والترقي بعد اكتشاف مؤامرة لاغتيال مصطفى كمال أتاتورك في إزمير من قبل هذا الفصيل الوحدوي المارق في 1926. وقد أدى ذلك إلى إعدام العديد من الاتحاديين المتبقين في محاكم الاستقلال، مثل محمد جاويد والدكتور ناظم.

## الفكر الاتحادي

### القومية التركية
على الرغم من أن اللجنة المركزية للاتحاد والترقي كانت مكونة من قوميين أتراك متشددين، إلا أنها وحتى الهزيمة في حرب البلقان الأولى 1912-1913 لم تؤكد علنًا على قوميتها التركية لأنها ستسيء إلى السكان غير الأتراك في الدولة. أما المشكلة الأخرى للجنة فهي أن غالبية الأتراك في السلطنة لم يروا أنفسهم أتراكًا على الإطلاق، بل كانوا مجرد مسلمين سنّة يتحدثون بالتركية. كتب المؤرخ التركي تانر أكجام أنه في وقت الحرب العالمية الأولى «لم تكن الكتلة العريضة من المسلمين في الأناضول في ذلك الوقت يهتموا بأن كانوا أتراك أو أكراد عدا أنهم مسلمين». على الرغم باهتمام الاتحاد والترقي بالتحول الثوري للمجتمع العثماني من خلال «كوادرها الواعية بالعلم»، إلا أن تلك الكوادر هم ثوار محافظين يرغبون بالسلطنة وأن الإسلام هو دين الدولة كما اعتقدت حركة تركيا الفتاة أن السلطنة والإسلام هما جزءًا أساسيًا من الغراء الذي يربط الدولة العثمانية.

### عبادة العلم
اعتقد الاتحاديون أن سر نجاح الغرب هو العلم، وأنه كلما تقدمت الأمة علميًا زادت قوتها. وفقًا للمؤرخ التركي هاندان نزير أكميشي، كان جوهر الاتحاد والتقدم هو «عبادة العلم» والشعور القوي بالقومية التركية. وبتأثير قوي من المثقفين الفرنسيين مثل أوغست كونت وجوستاف لوبون تبنى الاتحاديون فكرة حكم النخبة العلمية. بالنسبة لتركيا الفتاة، فإن مشكلة السلطنة الأساسية هي وضعها المتخلف والفقير (بنظرة الحاضر فإن الدولة العثمانية تعد من دول العالم الثالث) وحقيقة أن معظم سكانها المسلمين كانوا أميين؛ وبالتالي فإن معظم المسلمين العثمانيين لم يتمكنوا من التعرف على العلوم الحديثة حتى لو أرادوا ذلك. كان لدى الاتحاد والترقي هوس بالعلوم، وقبل كل شيء العلوم الطبيعية (كرست مجلاتهم الكثير من النصوص لدروس الكيمياء)، وغالبًا ما وصف الاتحاديون أنفسهم بأنهم «أطباء المجتمع» الذين يطبقون الأفكار والأساليب العلمية الحديثة لحل جميع المشكلات الاجتماعية. وعدت الجمعية نفسها بأنها نخبة علمية، وأن معرفتها الفائقة ستنقذ الدولة؛ وقد ذكر أحد الاتحاديين بأن:«كونك اتحاديًا فهذا نوع من الامتياز الممنوح من الله».

### الداروينية الاجتماعية

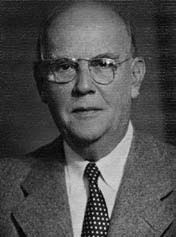
حسين جاهد يالجين، صحفي بارز مؤيد للاتحاديين، اشتهرت نظرياته العرقية داخل الحزب

إلى جانب الإيمان غير المحدود بالعلوم تبنى الاتحاد والترقي فكر الداروينية الاجتماعية والفولكيش، وهي العنصرية العلمية التي كانت شائعة جدًا في الجامعات الألمانية في النصف الأول من القرن الـ 20. على حد تعبير عالم الاجتماع ضياء كوك ألب المنظر الرئيسي في الحزب، «فقد كان النهج العنصري الألماني لتعريف الأمة تتطابق بشكل وثيق مع حالة الانتماء التركي، التي كانت تكافح لتكوين هويتها التاريخية والوطنية». وكان للعنصري الفرنسي آرثر دو غوبينو الذي أثرت نظرياته بعمق على مفكري فولكيش الألمان في القرن الـ 19، أيضا له تأثير قوي على الاتحاد والترقي. وكتب المؤرخ التركي تانر أكجام أن الاتحاد والترقي كانت مرنة للغاية فيما يتعلق بمزج أفكار الوحدة الإسلامية والوحدة التركية والعثمانية لأنها تناسب أغراضهم، وكان الاتحاديون يشددون أحيانا على أحداها على حساب غيرها حسب مقتضيات الموقف. وفي النهاية فإن ما يهم الاتحاد والترقي هو عودة الدولة العثمانية إلى عظمتها مرة أخرى وهيمنة الأتراك عليها.
اعتنقت حركة تركيا الفتاة الداروينية الاجتماعية والعنصرية البيولوجية العلمية الزائفة لتكون أساس فلسفتهم، واعتبروا التاريخ صراعًا عنصريًا لا يرحم مع بقاء الأعراق الأقوى فقط. وبما أن الحكومة اليابانية أكدت أن العرق الياباني هو الأقوى في شرق آسيا، فقد كان من واجب الاتحاديين ضمان أن يصبح العرق التركي هو الأقوى في الشرق الأدنى. وبما أنه من الطبيعي والصحي أن هيمنة العرق الياباني على «الأجناس الأدنى» مثل الكوريين والصينيين، فإنه من الطبيعي أيضًا أن يهيمن العرق التركي على الأجناس الأدنى مثل اليونانيون والأرمن. يشرح هذا المنظور الدارويني الاجتماعي كيف كان الوحدويون شرسين للغاية في انتقادهم للإمبريالية الغربية (خاصة إذا كانت موجهة ضد الدولة العثمانية) بينما كانوا يدعمون الإمبريالية اليابانية في كوريا والصين. فعندما ضمت اليابان كوريا سنة 1910 أيدت تركيا الفتاة تلك الخطوة تحت الأسس الداروينية الاجتماعية القائلة بأن الكوريين هم شعب ضعيف يستحق أن يسيطر عليه اليابانيون الأقوى من أجل مصلحتهم ومصلحة الإمبراطورية اليابانية. وعلى نفس المنوال دفعت الداروينية الاجتماعية الاتحاديين إلى رؤية الأرمن والأقليات اليونانية، الذين كانوا يميلون إلى أن يكونوا أفضل تعليماً وثقافًة وأكثر ثراءً وسيطروا على تجارة السلطنة بأنه تهديد لخططهم لمستقبل مجيد للعرق التركي.

### الإسلاموية

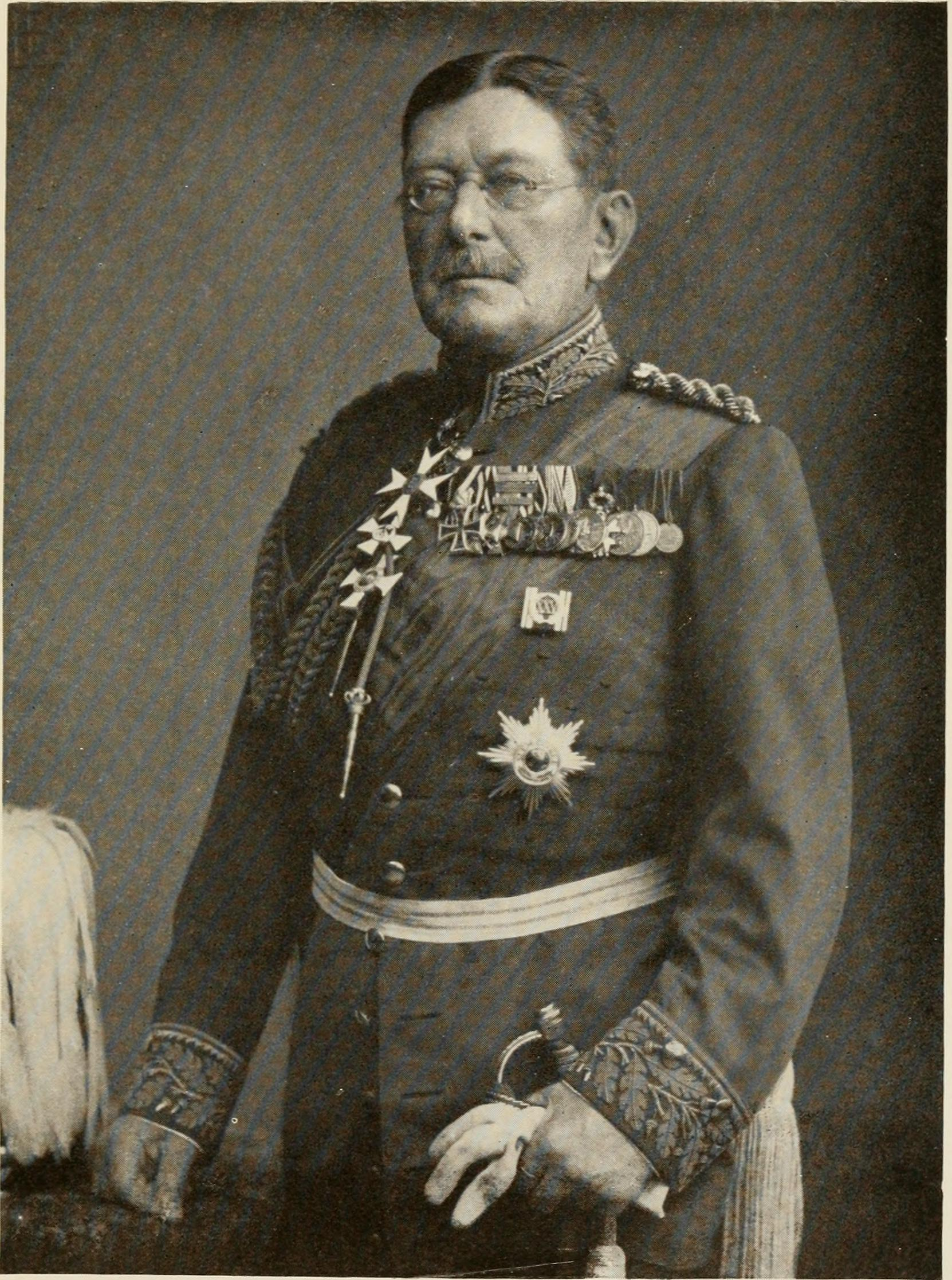
غولتز باشا، الذي أسس «جيل غولتز» بتلقين كوادر الضباط العثمانيين أفكاره العرقية القومية

أضحت الوحدة الإسلامية في عهد السلطان عبد الحميد الثاني، جزءًا مهمًا من أيديولوجية الدولة حيث شدد عبد الحميد الثاني في كثير من الأحيان بأنه الخليفة. تلك المطالبة جعلت منه الزعيم السياسي والروحي لجميع المسلمين، ليس فقط داخل الدولة العثمانية، ولكن في جميع أنحاء دار الإسلام (أي العالم الإسلامي)، خاصة في الهند التي تسيطر عليها بريطانيا. على الرغم من خلع عبد الحميد سنة 1909، إلا أن حزب الاتحاد والترقي واصل سياسة القومية الإسلامية، وأيد إرث عبد الحميد عند وفاته في فبراير 1918، فكان بالنسبة له أن الإبقاء على السلطنة-الخلافة تأثير ليس فقط في تعزيز ولاء المسلمين العثمانيين للدولة، بل كان أيضًا أداة سياسة خارجية مفيدة. وذكر شكرو هاني أوغلو أن حزب الاتحاد والترقي لا يتوجه نحو الإسلام إلا عند الحاجة إليه.

### التحديث والعلمانية
في حين أن الاتحاد والترقي اعتمد على الوحدة الإسلامية، إلا أن ثقافة لجنته المقدسة هي دائمًا ثقافة علمانية. فقد قمع الاتحاد والترقي التشدد الديني في أعقاب واقعة 31 مارس التي أدت إلى توتر علاقته بالعلماء، لكنها في الوقت نفسه استخدم الحماسة الإسلامية لمصلحته خلال الحرب العالمية الأولى. 
ومع ذلك  رأى الحزب نفسه بأنه قوة تحديث لإدماج المجتمع العثماني والتركي والإسلامي في المعايير الأوروبية، والتي فرضت الإصلاح الاجتماعي. من الأمثلة على الإصلاح الاجتماعي لأسلوب ما قبل الكمالية، كان «قانون الأسرة المؤقت» المثير للجدل الذي صدر سنة 1917 ويعد تقدمًا هامًا في حقوق المرأة والعلمانية في قانون الزواج العثماني. كذلك مُنحت المرأة حقًا محدودًا في تطليق أزواجهن، بينما تم تقييد تعدد الزوجات.

### الاقتصاد الوطني والديمقراطية
قبل الثورة كان لدى جمعية الاتحاد والترقي وجهة نظر متشددة بشأن الاقتصاد، على سبيل المثال الدعوة إلى مقاطعة البضائع الأرمنية وإغلاق إدارة الدين العام. وبعد نجاح الثورة أفسح الطريق لسياسة اقتصادية براغماتية. عدا تشجيع مشاريع الإنتاج المحلي، اتبع الاتحاد والترقي سياسة اقتصادية ليبرالية وفقًا لخطيط محمد جاويد بك، مما أدى إلى زيادة كبيرة في الاستثمار الأجنبي بين 1908 و 1913 على الرغم من تقلب المكانة الدولية للدولة العثمانية.
ولكن بعد نتائج حروب البلقان وتشدد الاتحاديين، عادت اللجنة إلى الخطاب المتطرف في الاقتصاد، داعية إلى الهيمنة التركية الإسلامية على الاقتصاد على حساب الأعمال التجارية غير الإسلامية وغير المحلية. كان الاقتصاد الوطني «ملي اقتصات»، هو مزيج من الشركات والحمائية والسياسات الاقتصادية للدولة. فأصبح ذلك برنامجًا رسميًا لسياسة CUP في مؤتمرهم عام 1916 في سلانيك، الذي كان هدفه إنشاء برجوازية تركية-مسلمة وطبقة وسطى. فالطريقة للأتراك لبدء الرأسمالية  حسب الاتحاديين هي الاستيلاء على ثروات المسيحيين الموهوبين لأنفسهم. وتحقيقا لهذه الغاية تم استخدام الخطاب الماركسي الزائف ضد المشروع الأرمني مثل وجود «صراع طبقي» وملكية غير متناسبة من قبل الأرمن للثروة التي كان يجب تقاسمها مع المسلمين بأي ثمن. تمركز التصنيع البديل للواردات ومصادرة الممتلكات لرأس المال الاقتصادي في أيدي الجماعات العرقية الموالية، مما ساهم بتوطيد الدعم السياسي لجمعية الاتحاد والترقي. عندما يتعلق الأمر بالتجارة الخارجية، أفسحت السياسة الليبرالية الراسخة الطريق للحمائية: فقد زادت التعريفات في 1914 من 8 إلى 11٪، ووصلت في سنة 1915 إلى 30٪.
كانت السياسات المرتبطة بالاقتصاد الوطني ضرورية لمشروع تورك يوردو التابع لنظام حزب الاتحاد والترقي، والذي انتقل بعدها إلى نظام حزب الشعب الجمهوري، وخلق أرضًا خصبة لتصنيع جمهورية تركيا بعد حرب الاستقلال.
أما الديمقراطية فقد كانت حسب المؤرخ التركي هاندان نزير أكميشي، بأن التزام الاتحاديين بدستور 1876 الذي زعموا أنهم يقاتلون من أجله هو كلام سطحي لامعنى له، وكان مجرد صرخة تحشيد لطلب الدعم الشعبي فقط.

## الإرث

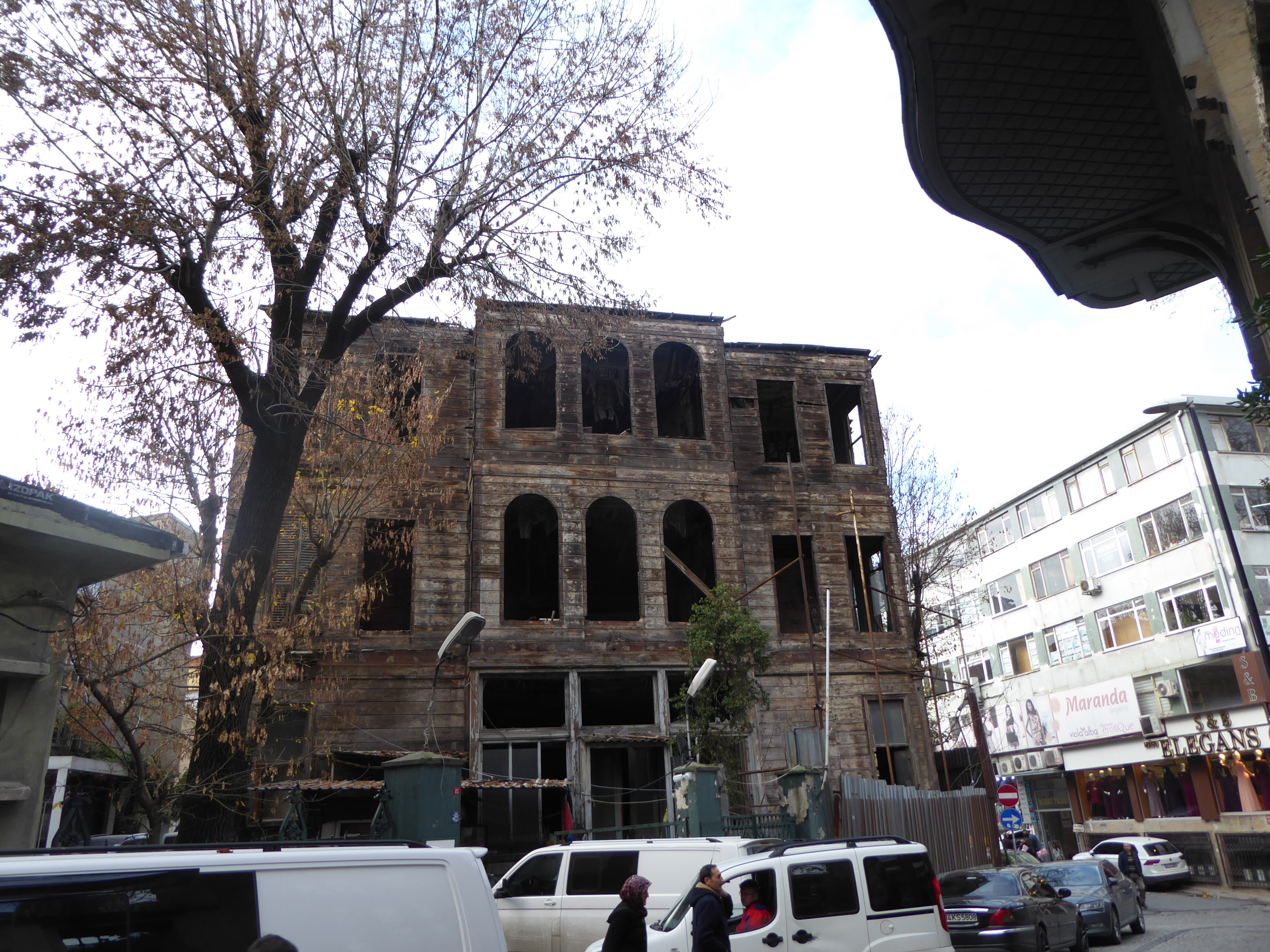
مبنى مقر حزب الاتحاد والترقي في إسطنبول.

مع اقتراب الهزيمة في الحرب العظمى سنة 1918، كوّن الاتحاديون مجموعة سرية تعرف باسم تنظيم كاراكول، وأنشأ مستودعات سرية للأسلحة لشن حرب عصابات ضد الحلفاء عندما يصلون الأناضول. فكان تنظيم كاراكول فصيلًا مهمًا داخل الحركة الوطنية التركية بعد الحرب. وبعد أن حل حزب الاتحاد والترقي نفسه سنة 1918 ساهم أعضائه بنشاط في الحركة الوطنية التركية التي ظهرت في 1919، وذلك من خبرتهم بالعمل في تنظيم كاراكول. إلى جانب تنظيم كاراكول فقد كان معظم قادة الحركة الوطنية التركية والمثقفين في بداية الجمهورية التركية من الاتحاديين السابقين. وكذلك كان رؤساء الجمهورية التركية مصطفى كمال أتاتورك وعصمت إينونو وجلال بايار أعضاء في الاتحاد والترقي. وتمكن أعضاء اللجنة المركزية للاتحاد والترقي وهم: ضياء كوك ألب وخليل منتشي ومدحت شكرو بليدة ورحمي أرسلان من الاندماج في النظام الجديد لما بعد العثماني. ومن الشخصيات المهمة في الجمهورية التركية وارتبطت في السابق بالاتحاد واترقي: رؤوف أورباي وعلي فتحي أوكيار وكاظم كارابكر وعدنان أديوار وشكرو كايا وأدهم دبشو وبكر سامي ويوسف كمال وجلال الدين عارف وأحمد أغاأوغلو  ورجب بكر شمس الدين كنالطاي ومحمد أمين يورداكول محمد عاكف آرصوي وجلال نوري إيلري وعلي منيف يغيناجا ويونس نادي أبالي أوغلو وفالح رفقي أطاي.
بالإضافة إلى حزب الشعب الجمهوري الذي يرأسه أتاتورك، دخل الاتحاد والتقدم مع حزبي المعارضة اللذين حاول أتاتورك إدخالهما في السياسة التركية ضد حزبه من أجل المساعدة في إطلاق الديمقراطية المتعددة الأحزاب في تركيا، أي الحزب الجمهوري التقدمي والحزب الجمهوري الليبرالي. بينما لم يدخل هذين الحزبين أأي شخص  متهم بارتكاب إبادة جماعية، إلا أنهما اُختُرِقا (أو على الأقل تم استغلالهما) من أشخاص أرادوا عودة الخلافة العثمانية. ونتيجة لذلك فقد أُخرِج كلا الحزبين من العملية البرلمانية، ولكن مع ذلك فإن كاظم كارابكر مؤسس الحزب الجمهوري التقدمي، قد عاد إلى البرلمان بعد وفاة أتاتورك بمساعدة إينونو، وشغل منصب رئيس الجمعية الوطنية الكبرى لتركيا.
كان كارابكر أيضًا هو الذي بلور الموقف التركي الحديث بشأن الإبادة الجماعية للأرمن، حيث أخبر مفوضي السلام السوفييت أن عودة أي أرمن إلى الأراضي التي يسيطر عليها الأتراك أمر غير وارد، لأن الأرمن قد لقوا حتفهم في تمرد هم صنعوه. حدد المؤرخ تانر أقجام أربعة تعريفات لتركيا تم نقلها من قبل الجيل الجمهوري الأول إلى الأتراك المعاصرين، والثاني هو «تركيا مجتمع بدون أقليات أو ثقافات عرقية». هيمنت على أوروبا الشرقية بعد الحرب أفكار ويلسون لتقرير المصير القومي، إلا أن تركيا اقتربت أكثر من معظم البلدان الجديدة بتجانسها العرقي بسبب التبادلات السكانية اللاحقة مع البلدان المجاورة (مثل التبادل السكاني بين اليونان وتركيا).
كان أتاتورك حريصًا بشكل خاص على تهميش الإسلاموية، مما أدى إلى ترسيخ العلمانية في تركيا ليكون تقليدا. وقد توج الاتحاديون تلك الفكرة من قبل في أوج الليبرالية، حيث كانت واحدة من أولى الحركات الجماهيرية في التاريخ التركي التي تخلت عن الإسلام السياسي.

### فهرس
- Akçam، Taner (2007)، A Shameful Act، London: Macmillan.
- Akın, Yiğit (2018). When the War Came Home: The Ottomans' Great War and the Devastation of an Empire. Stanford: Stanford University Press. (ردمك 9781503604902).
- Akmeșe، Handan Nezir (2005)، The Birth of Modern Turkey: The Ottoman Military and the March to World War I، London: IB Tauris.
- Akşin, Sina (1987), Jön Türkler ve İttihat ve Terakki (بالتركية), İstanbul{{استشهاد}}:  صيانة الاستشهاد: مكان بدون ناشر (link).
- Balakian، Peter (2004)، The Burning Tigris، Harper Collins، ص. 375، ISBN:978-0-06-055870-3، مؤرشف من الأصل في 2016-05-20.
- Campos، Michelle (2010). Ottoman Brothers: Muslims, Christians, and Jews in Early Twentieth-Century Palestine. Stanford, CA: Stanford University Press. ISBN:978-0-80477678-3. مؤرشف من الأصل في 2021-04-29.
- Fromkin، David (1989)، The Peace to End All Peace، New York: Henry Holt.
- Graber، CS (1996)، Caravans to Oblivion: The Armenian Genocide, 1915، New York: Wiley.
- Kieser، Hans-Lukas (26 يونيو 2018)، Talaat Pasha: Father of Modern Turkey, Architect of Genocide، Princeton University Press (نُشِر في 2018)، ISBN:978-0-691-15762-7
- Karsh، Efraim؛ Karsh، Inari (1999)، Empires of Sand (hardback)، Cambridge: Harvard University Press، ISBN:978-0-67425152-6.
- Mardin, Şerif (1992) [1964], Jön Türklerin Siyasi Fikirleri, 1895–1908 (بالتركية), Istanbul: Iletisim, pp. 221–50, Archived from the original on 2011-07-17.
- ——— (1969)، Continuity and Change in the Ideas of the Young Turks (expanded text of a lecture)، School of Business Administration and Economics Robert College، ص. 13–27.
- Hanioğlu, M. Şükrü (1981), Bir siyasal düşünür olarak Doktor Abdullah Cevdet ve Dönemi (بالتركية), Istanbul{{استشهاد}}:  صيانة الاستشهاد: مكان بدون ناشر (link).
- Hanioğlu, M. Şükrü (2011) Civil-Military Relations in the Second Constitutional Period, 1908–1918, Turkish Studies, 12:2, 177-189, DOI: 10.1080/14683849.2011.572627
- Hanioğlu, M. Şükrü (2008), A Brief History of the Late Ottoman Empire (بالإنجليزية), Princeton{{استشهاد}}:  صيانة الاستشهاد: مكان بدون ناشر (link)
- ——— (1986), Bir siyasal örgüt olarak Osmanlı Ittihad ve Terakki Cemiyeti ve Jon Türklük (بالتركية), Istanbul{{استشهاد}}:  صيانة الاستشهاد: مكان بدون ناشر (link).
- ——— (1995)، The Young Turks in Opposition، دار نشر جامعة أكسفورد، ISBN:0-19-509115-9.
- ——— (2001)، Preparation for a Revolution: The Young Turks 1902–1908، دار نشر جامعة أكسفورد.
- Shaw، Stanford؛ Shaw، Ezel (27 مايو 1977)، History of the Ottoman Empire and Modern Turkey، Cambridge University Press (نُشِر في 1975)، ج. II، ISBN:0-521-29166-6
- Tunaya, Tarık Zafer (1989), Türkiye'de Siyasal Partiler (بالتركية), İstanbul{{استشهاد}}:  صيانة الاستشهاد: مكان بدون ناشر (link).
- Worringer، Renée (مايو 2004)، "'Sick Man of Europe' or 'Japan of the near East'?: Constructing Ottoman Modernity in the Hamidian and Young Turk Eras"، International Journal of Middle East Studies، ج. 36، ص. 207–230، DOI:10.1017/S0020743804362033، S2CID:156657393.
- ——— (2014)، Ottomans Imagining Japan: East, Middle East, and Non-Western Modernity at the Turn of the Twentieth Century، London: Palgrave.
- جمعية الاتحاد والترقي موقع تركيا في الحرب العالمية الأولى